# Liste von Söhnen und Töchtern aus Queens
Diese Liste enthält Persönlichkeiten, die in Queens geboren wurden. Queens ist seit 1898 ein Stadtbezirk von New York City in den Vereinigten Staaten.

## #

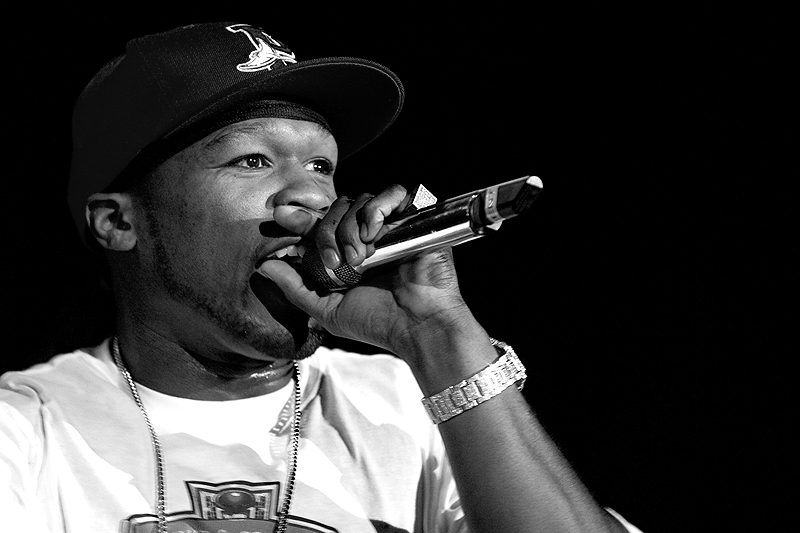
50 Cent

- 50 Cent (* 1975), Rapper

## A
- Ray Abruzzo (* 1954), Schauspieler
- Action Bronson (* 1983), Rapper

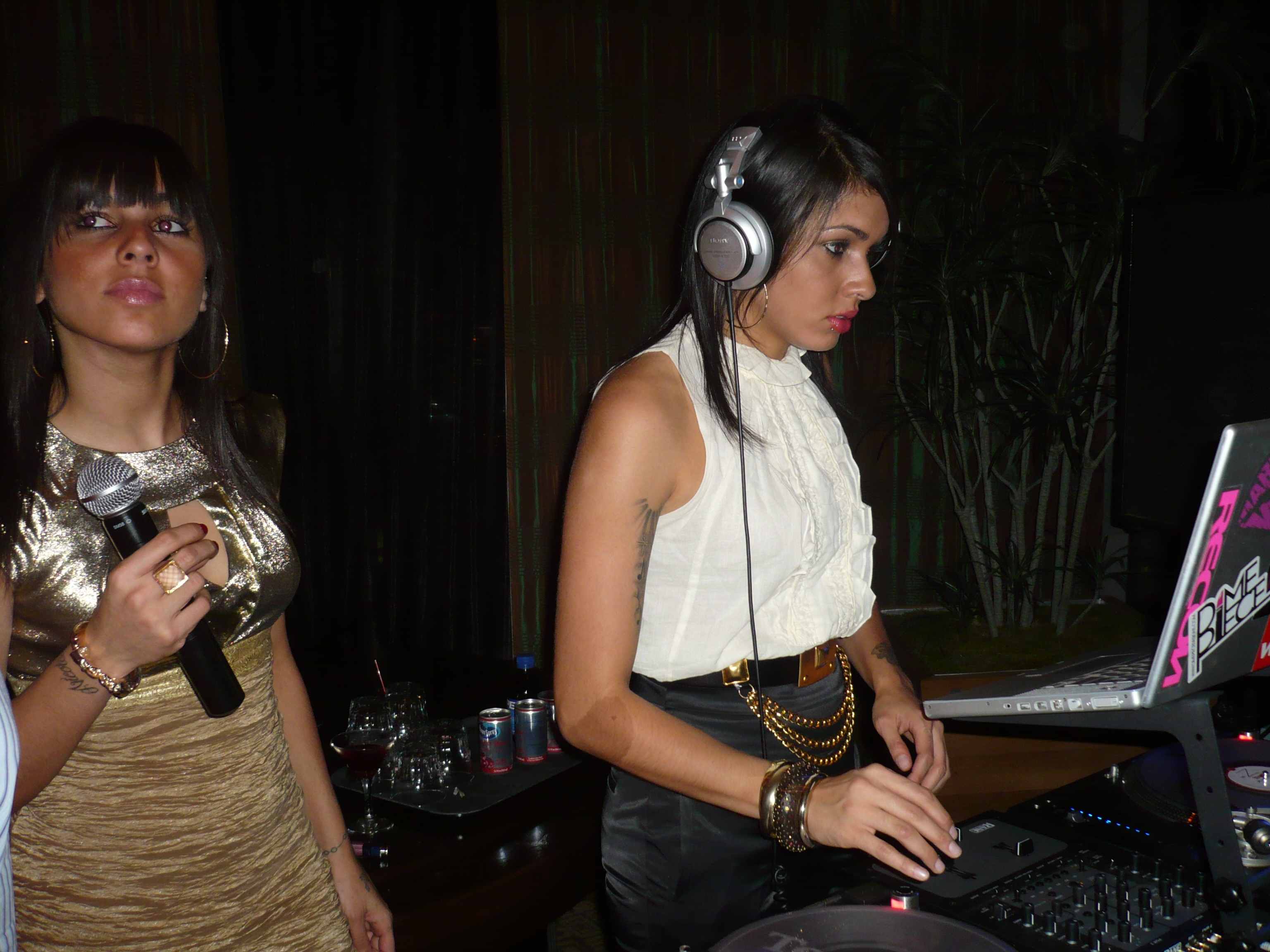
Natalie und Nicole Albino

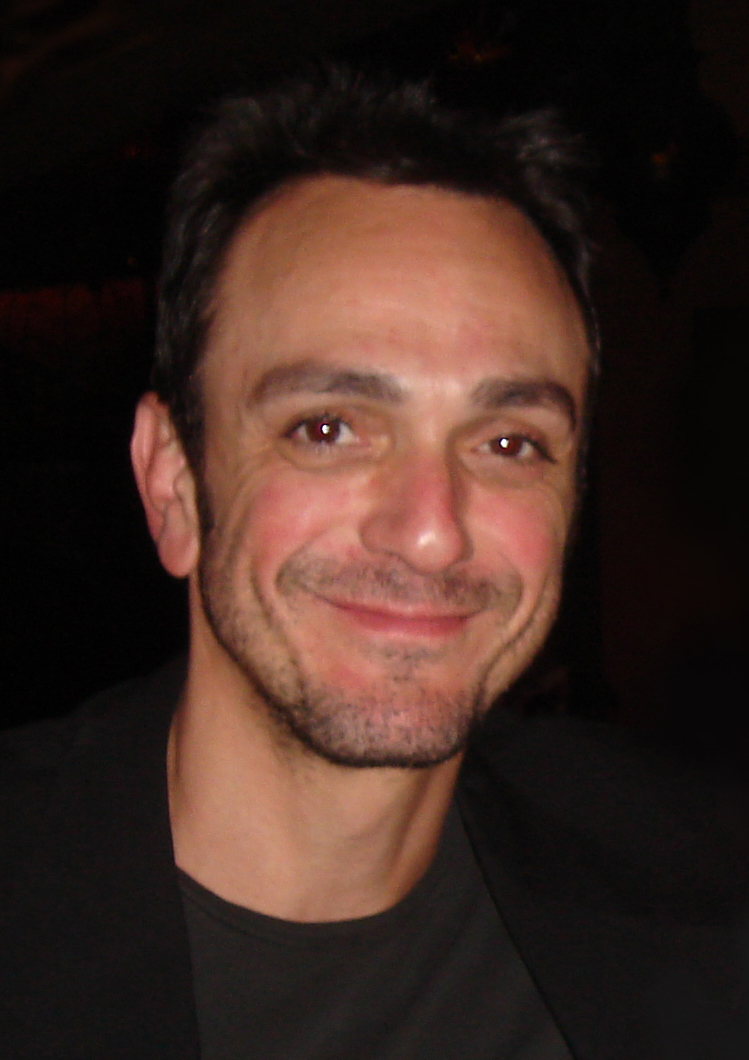
Hank Azaria

- Cecily Adams (1958–2004), Schauspielerin und Regisseurin
- Joseph Patrick Addabbo (1925–1986), Politiker
- Max Adler (* 1986), Schauspieler
- Kristie Ahn (* 1992), Tennisspielerin
- Natalie Albino (* 1984), Popmusikerin
- Nicole Albino (* 1984), Popmusikerin
- John Alcorn (1935–1992), Grafikdesigner und Illustrator
- Frank Aletter (1926–2009), Schauspieler
- John Alite (* 1962), Mobster und Auftragsmörder
- Kenny Anderson (* 1970), Basketballspieler
- Steve Antin (* 1958), Schauspieler, Drehbuchautor, Filmproduzent, Filmregisseur und Stuntman
- Iris Apfel (1921–2024), Geschäftsfrau, Innenarchitektin und Modeikone
- Emile Ardolino (1943–1993), Filmregisseur, Filmproduzent und Theaterschauspieler
- Roone Arledge  (1931–2002), Fernsehproduzent
- Tichina Arnold (* 1969), Filmschauspielerin
- Hank Azaria (* 1964), Schauspieler

## B
- Barbara Bach (* 1947), Schauspielerin

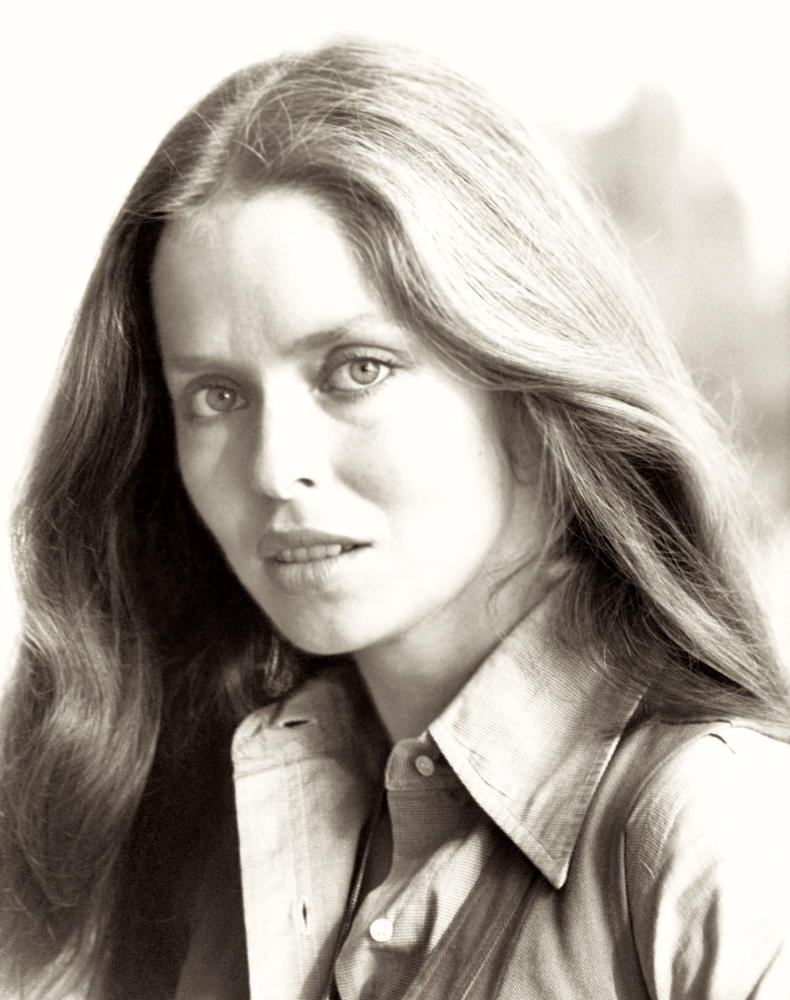
Barbara Bach

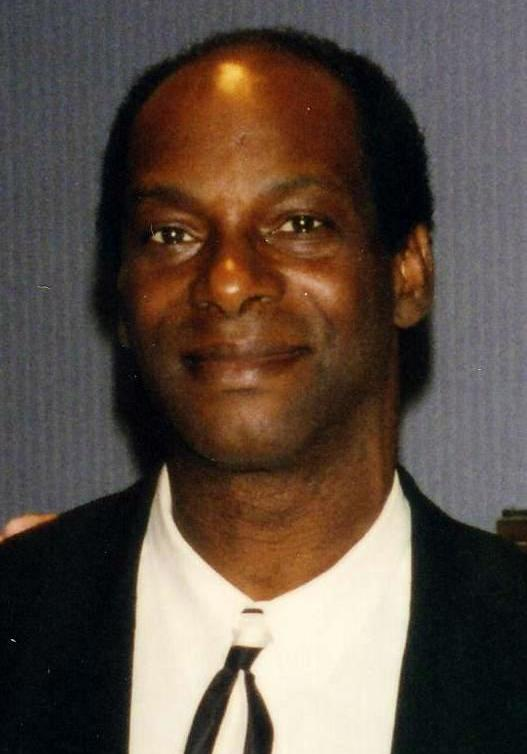
Bob Beamon

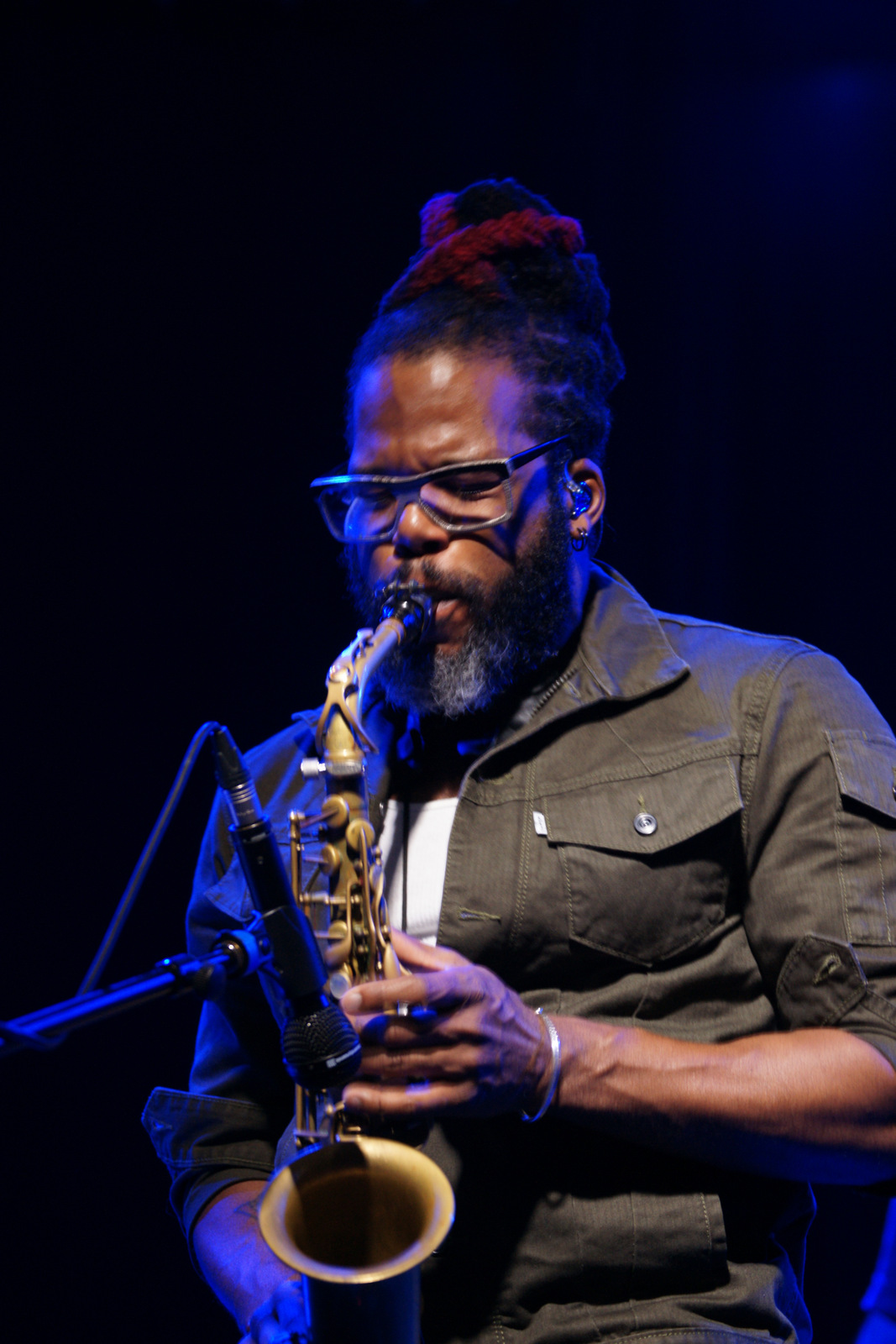
Casey Benjamin

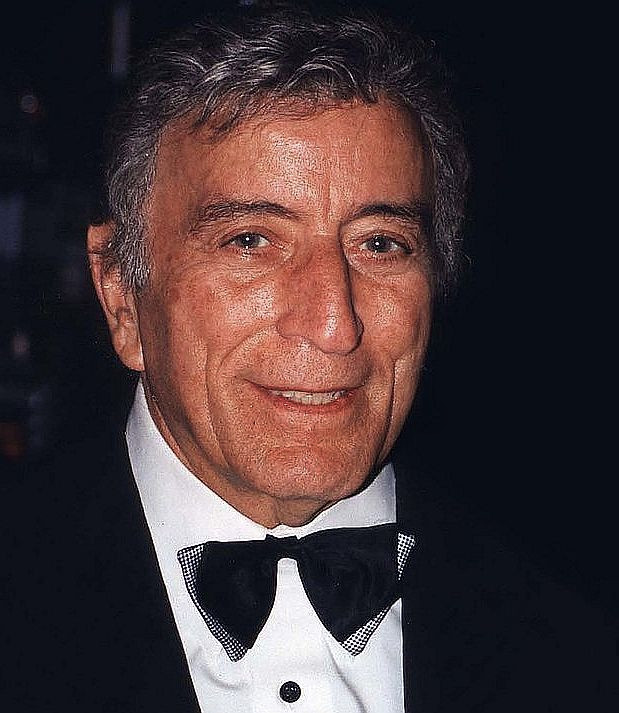
Tony Bennett

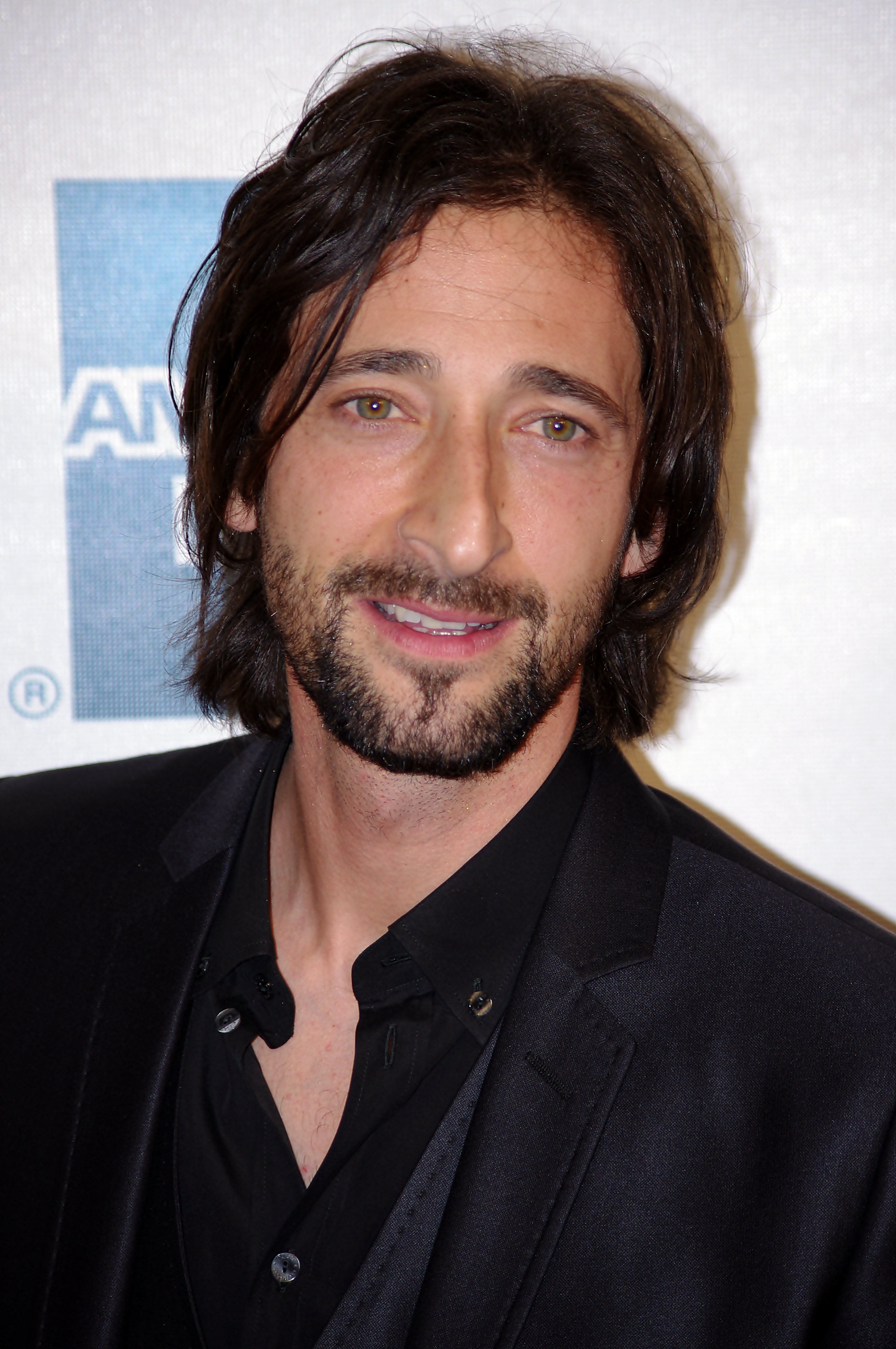
Adrien Brody

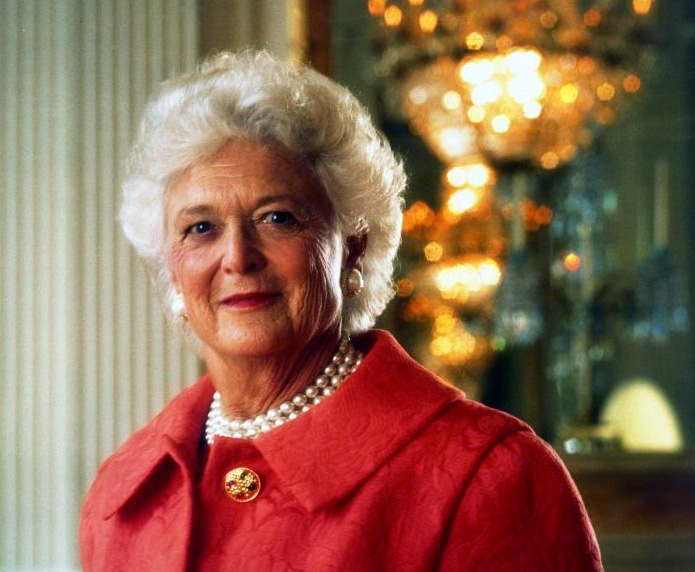
Barbara Bush

- Clyde N. Baker (1930–2022), Bauingenieur
- Kyle Baker (* 1965), Cartoonist
- Joe Baque (1922–2022), Jazzmusiker (Piano)
- Cornelia Barns (1888–1941), Feministin, Sozialistin und politische Karikaturistin
- Nicole Bass (1964–2017), Bodybuilderin, Schauspielerin, Wrestlerin und Valet
- Apollinaris William Baumgartner (1899–1970), römisch-katholischer Bischof von Agaña
- Bob Beamon (* 1946), Leichtathlet
- Walter Becker (1950–2017), Rockmusiker
- Tobin Bell (* 1942), Schauspieler
- Joey Beltram (* 1971), Graffitikünstler und Musiker
- Casey Benjamin (1978–2024), Saxophonist, Keyboarder, Produzent und Songwriter
- Tony Bennett (1926–2023), Jazzsänger und Entertainer
- Deborah Berke (* 1954), Architektin und Wissenschaftlerin
- Ira Berlin (1941–2018), Historiker
- Jeff Berlin (* 1953), Bassist
- Gary Bettman (* 1952), Sportfunktionär
- Dawoud Bey (* 1953), Fotograf
- Big Ali, Singer-Songwriter, MC, DJ und Rapper
- Big Cass (* 1986), Wrestler
- Roy Bittan (* 1949), Keyboarder
- Maurice Black (1891–1938), Schauspieler
- Don Blackman (1953–2013), Funk- und Jazzpianist
- Arthur Blank (* 1942), Unternehmer
- Chuck Blazer (1945–2017), Fußballfunktionär
- Archie Bleyer (1909–1989), Bandleader und Musikproduzent
- Isaac Bloom (* um 1716; † 1803), Politiker
- Lee R. Bobker (1925–1999), Filmregisseur und -produzent
- Walter J. Bock (1933–2022), Evolutionsbiologe und Ornithologe
- Marston T. Bogert (1868–1954), Chemiker
- Dan Bongino (* 1974), Radio- und Fernsehmoderator, Buchautor, Politiker sowie ehemaliger NYPD-Beamter und Secret-Service-Agent
- Eric Booker (* 1969), Wettesser, Rapper und Webvideoproduzent
- Paul Bowles (1910–1999), Schriftsteller, Komponist und Übersetzer
- Walter Bowne (1770–1846), Politiker
- Eddie Bracken (1915–2002), Schauspieler
- Peter Brancazio (1939–2020), Physiker
- Adrien Brody (* 1973), Filmschauspieler
- Hillary Brooke (1914–1999), Schauspielerin
- Marie Van Brittan Brown (1922–1999), Krankenschwester und Erfinderin
- Tom Browne (* 1954), Jazztrompeter und Sänger des Jazzfunk
- William F. Brunner (1887–1965), Politiker
- Carol Rifka Brunt (* 1970), Schriftstellerin
- Lloyd Bryce (1851–1917), Politiker
- Nancy Burghart (* ca. 1945), Radrennfahrerin
- Dan Burros (1937–1965), Angehöriger der American Nazi Party
- Sam Burtis (1948–2023), Jazz-Posaunist
- Barbara Bush (1925–2018), First Lady der Vereinigten Staaten
- Bobby Byrne (1932–2017), Kameramann

## C
- Charles Camarda (* 1952), Astronaut

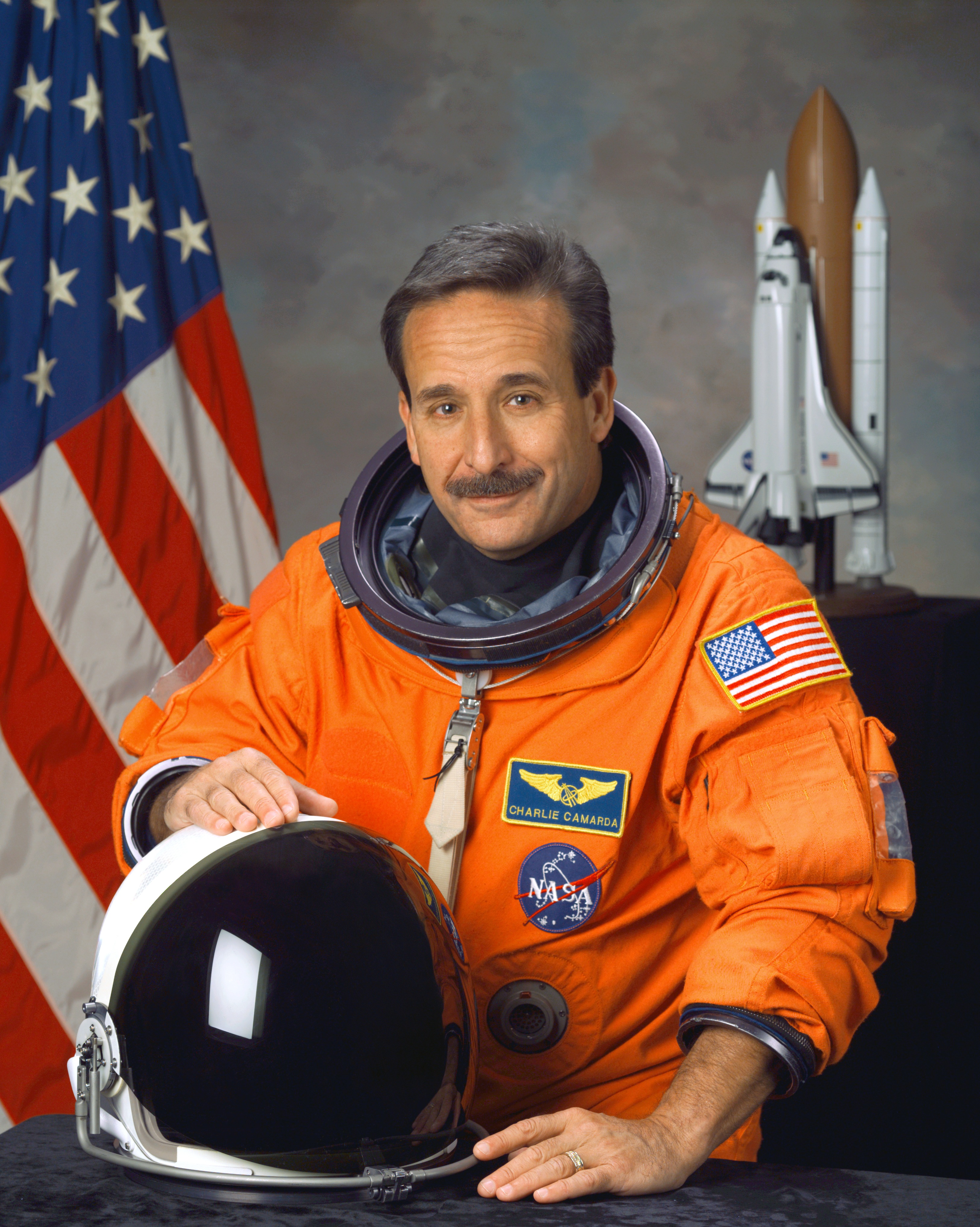
Charles Joseph Camarda

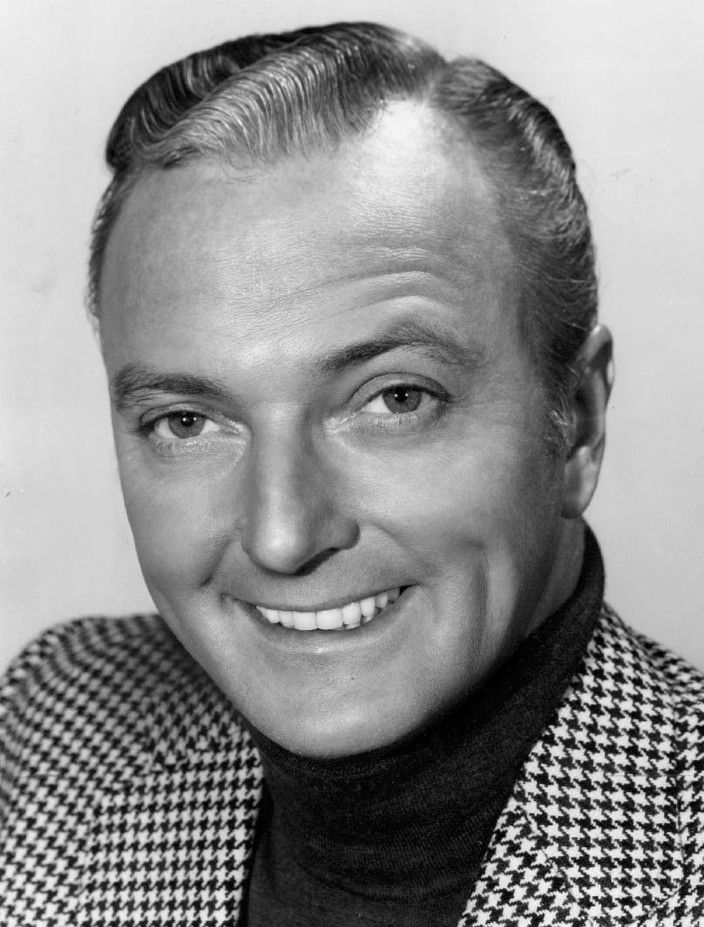
Jack Cassidy

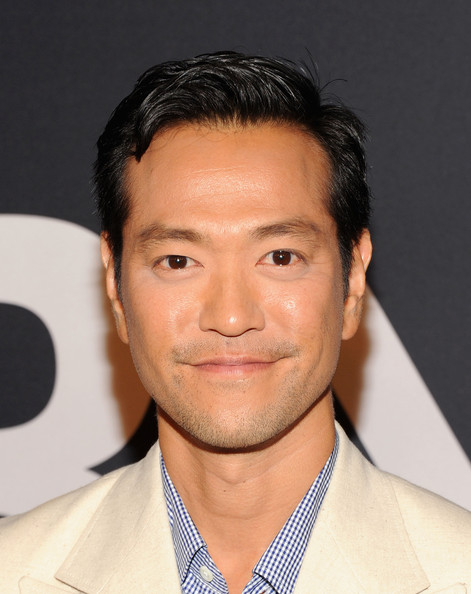
Louis Ozawa Changchien

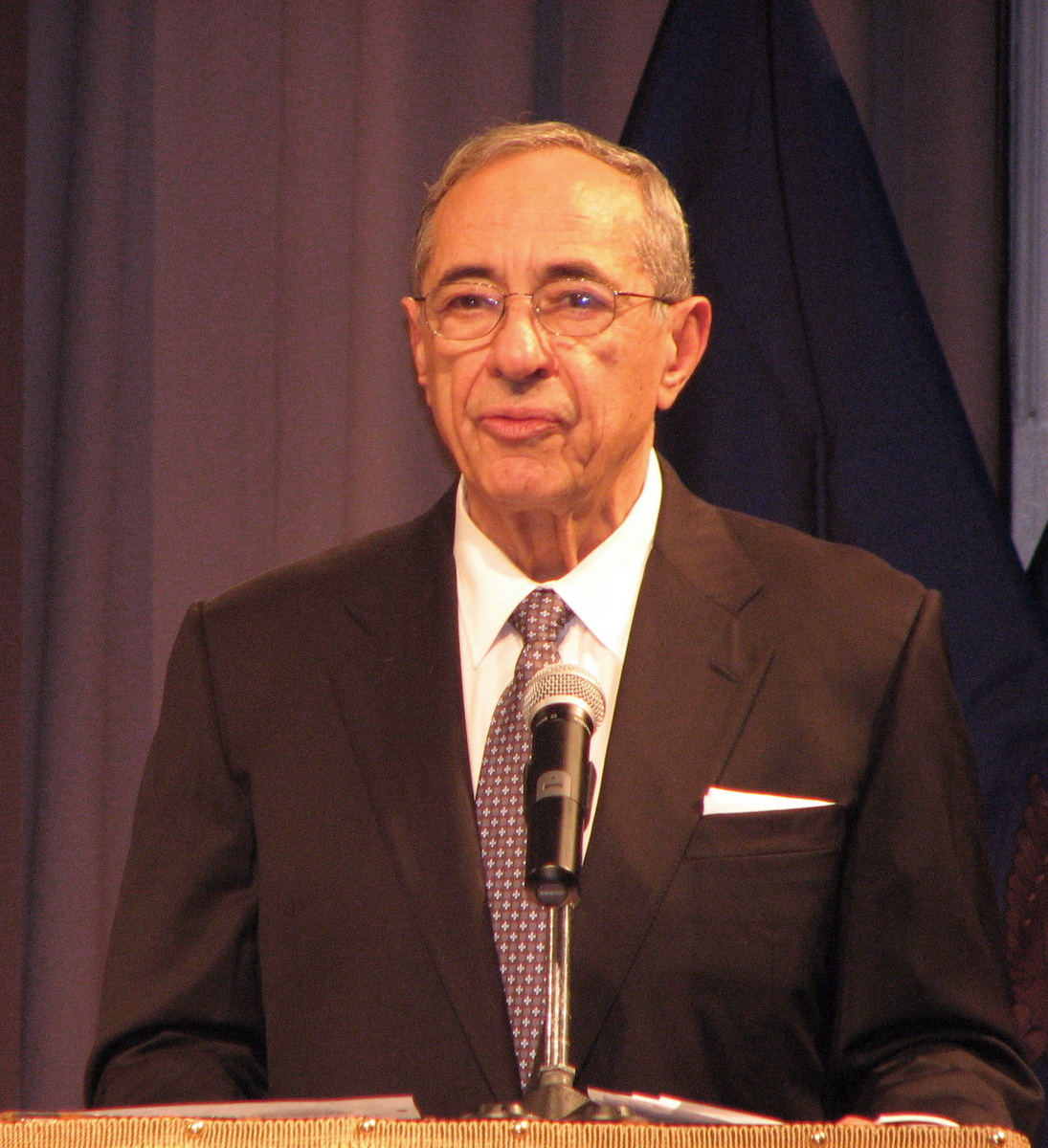
Mario Cuomo

- Peter Camejo (1939–2008), Geschäftsmann, Schriftsteller, Umweltschützer und Politiker
- Mary Carillo (* 1957), Tennisspielerin und Fernsehjournalistin
- Amanda Carlin (* 1957), Schauspielerin und Hörbuchsprecherin
- David Caruso (* 1956), Schauspieler
- Nicholas Cascone (* 1963), Film- und Fernsehschauspieler
- Robert P. Casey (1932–2000), Politiker
- Jack Cassidy (1927–1976), Sänger und Fernsehschauspieler
- Charles Castronovo (* 1975), Tenor
- Julian Cavett (* 20. Jahrhundert), Schauspieler und Kurzfilmschaffender
- Louis Ozawa Changchien (* 1975), Schauspieler
- Stuart Charno (* 1956), Schauspieler und Drehbuchautor
- Raymond Chappetto (* 1945), römisch-katholischer Weihbischof
- Diego Chávarri (* 1989), peruanisch-amerikanischer Fußballspieler
- Cherry Vanilla (* 1943), Sängerin
- Chinx (1983–2015), Rapper
- Thom Christopher (1940–2024), Schauspieler
- Cree Cicchino (* 2002), Schauspielerin und Tänzerin
- Andre Cisco (* 2000), American-Football-Spieler
- Kvitka Cisyk (1953–1998), Koloratursopranistin
- George Coe (1929–2015), Schauspieler und Filmproduzent
- I. Bernard Cohen (1914–2003), Wissenschaftshistoriker
- Joe Cohn (* 1956), Jazzgitarrist
- Cadwallader D. Colden (1769–1834), Jurist, Offizier und Politiker
- P. Djèlí Clark (* 1971), Historiker und Schriftsteller
- Howard Collins (1930–2015), Jazz- und Studiomusiker
- Eric Bobo (* 1968), Perkussionist
- William Cronjager (1930–1995), Kameramann
- Jackie Cruz (* 1986), Schauspielerin
- Andrew Cuomo (* 1957), Politiker
- Chris Cuomo (* 1970), Fernsehjournalist
- Mario Cuomo (1932–2015), Politiker
- Matilda Cuomo (* 1931), Frauen- und Kinderaktivistin

## D

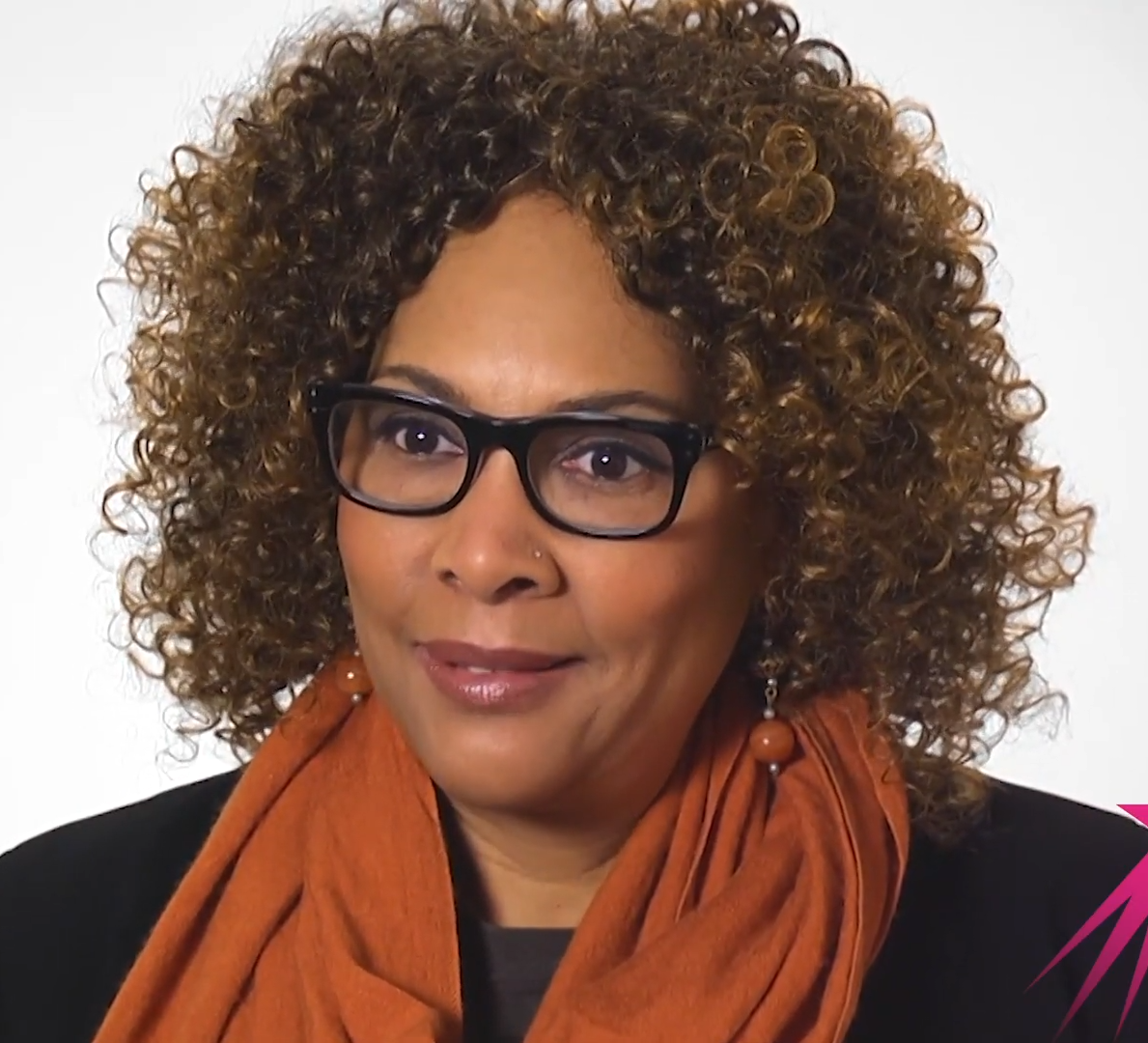
Julie Dash

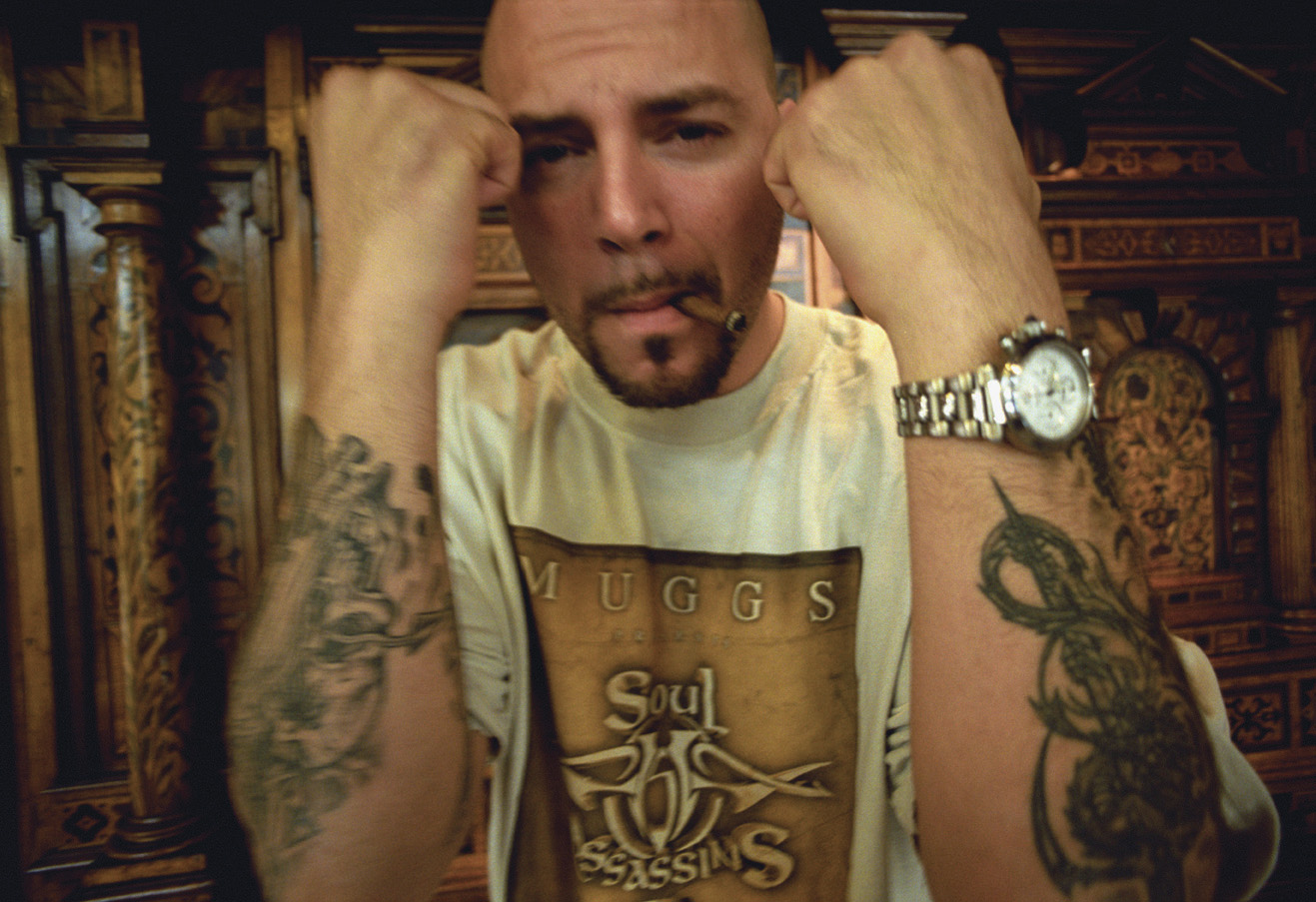
DJ Muggs

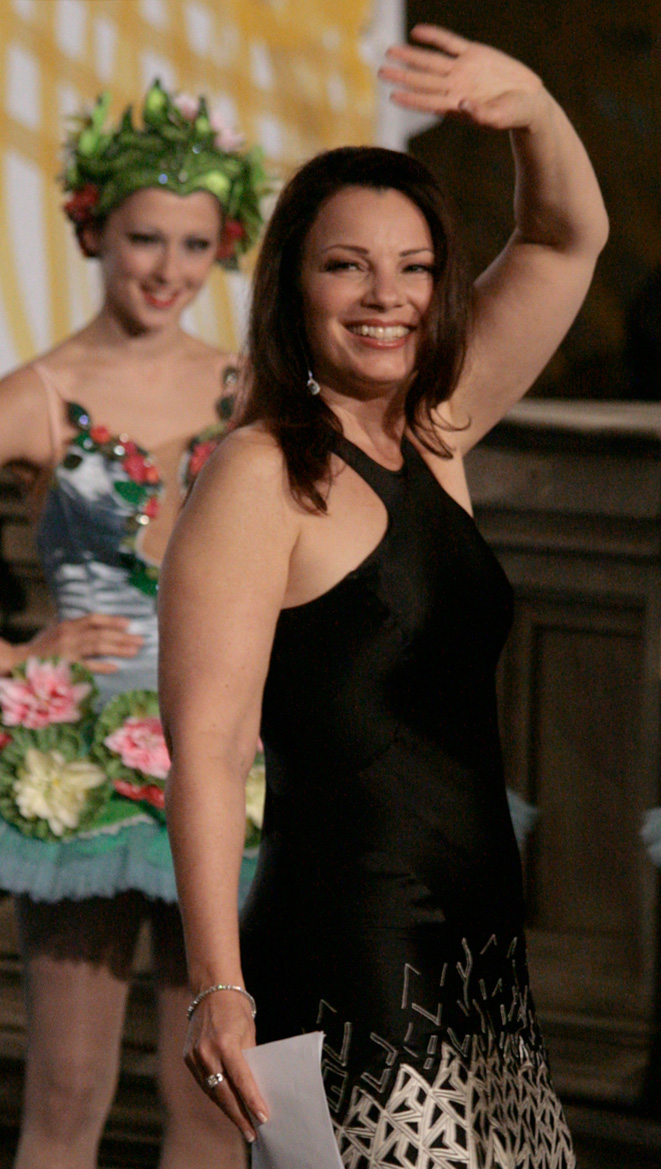
Fran Drescher

- Ray Dalio (* 1949), Unternehmer, Hedgefonds-Manager und Philanthrop
- Marie Maynard Daly (1921–2003), Biochemikerin
- Julie Dash (* 1952), Filmemacherin
- Charles Dauner (1912–1993), Handballspieler
- Rob David (* 1971), Schauspieler und Komponist
- Tom DeFalco (* 1950), Comiczeichner
- Nunzio DeFilippis (* 1970), Comic- und Fernsehautor
- Peter Delfyett (* 1959), Physiker
- Lou Del Valle (* 1968), Boxer und Weltmeister im Halbschwergewicht
- Joseph Peter Michael Denning (1907–1990), römisch-katholischer Weihbischof
- Donny Deutsch (* 1957), Unternehmer und Talkshowmoderator
- Rosemarie DeWitt (* 1971), Schauspielerin
- Hamidou Diallo (* 1998), Basketballspieler
- William Diehl (1924–2006), Romanautor, Journalist und Fotograf
- DJ Clue (* 1975), Hip-Hop-DJ
- DJ Muggs (* 1968), DJ und Musikproduzent
- Kevin Dobson (1943–2020), Schauspieler und Filmregisseur
- Eric Jay Dolin (* 1961), Autor und Mitarbeiter von Umweltschutzeinrichtungen
- Mary Agnes Donoghue (* 1943), Drehbuchautorin und Filmregisseurin
- Thomas Downey (* 1949), Politiker
- Fran Drescher (* 1957), Schauspielerin, Produzentin und Autorin
- Bob Dudley (* 1955), Wirtschaftsmanager

## E

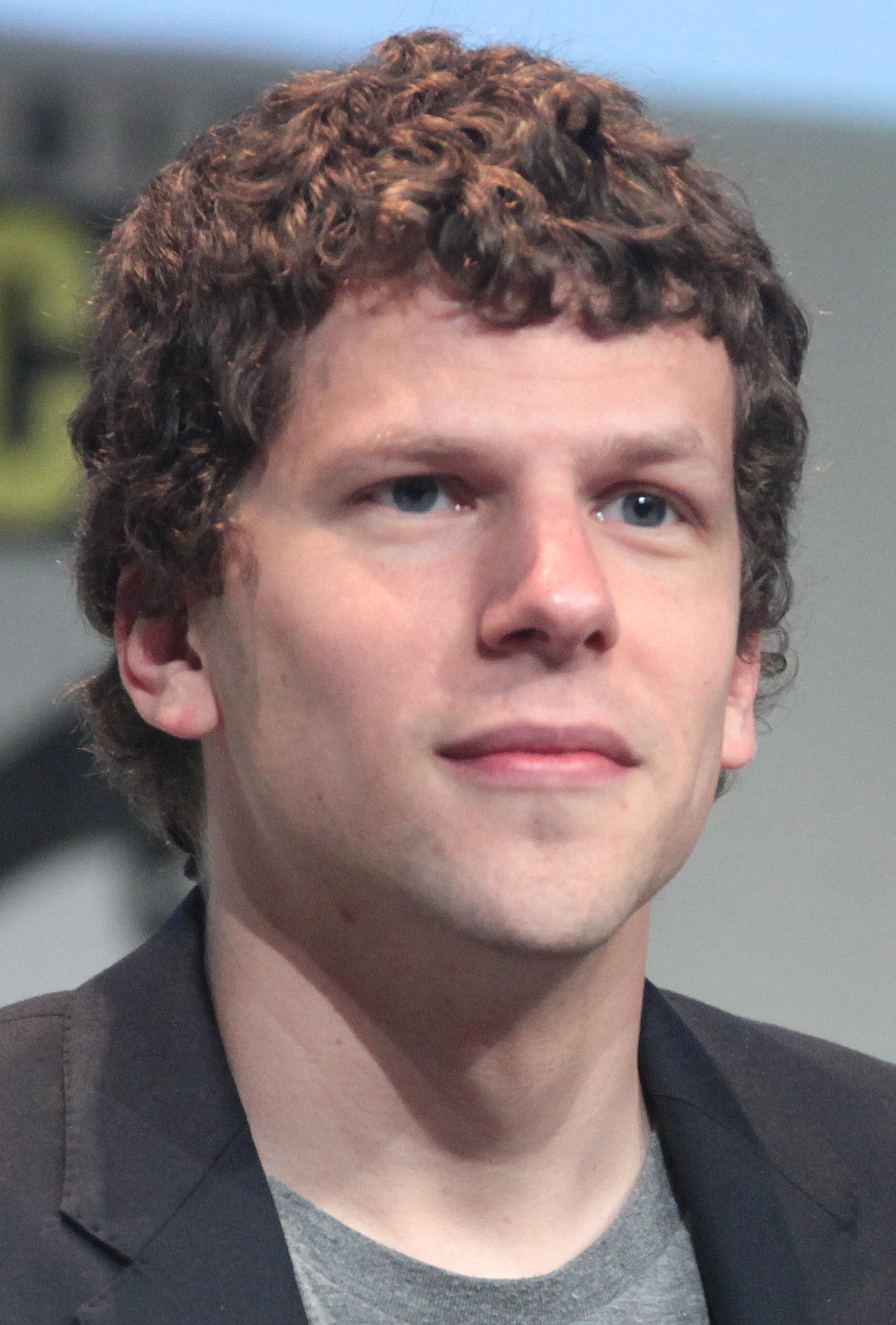
Jesse Eisenberg

- Devin Ebanks (* 1989), Basketballspieler
- Henry E. Eccles (1898–1986), Konteradmiral der US Navy
- Penny Edwards (1928–1998), Schauspielerin
- Beth Ehlers (* 1968), Schauspielerin
- Jesse Eisenberg (* 1983), Schauspieler
- Arthur Engoron (* 1948 oder 1949), Richter

## F
- Peter Facinelli (* 1973), Schauspieler

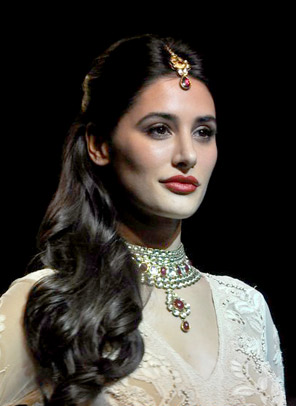
Nargis Fakhri

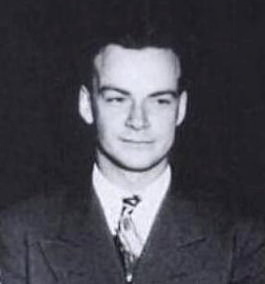
Richard Feynman

- Mike Fahn (* 1960), Jazz-Posaunist und Hornist
- Nargis Fakhri (* 1979), Schauspielerin und Model
- Susan Faludi (* 1959), Journalistin und Autorin
- Warren Farrell (* 1943), Autor und Männerrechtler
- Folorunso Fatukasi (* 1995), American-Football-Spieler
- Barbie Ferreira (* 1996), Schauspielerin und Model
- Jon Favreau (* 1966), Schauspieler, Produzent und Regisseur
- Joan Feynman (1927–2020), Astrophysikerin
- Richard Feynman (1918–1988), Physiker und Nobelpreisträger 1965
- Sydney M. Finegold (1921–2018), Internist, Mikrobiologe und Immunologe
- Dan Flavin (1933–1996), bildender Künstler
- Glenn Fleshler (* 1968), Schauspieler
- Fred Foss (1949–2019), Jazzmusiker
- Mimi Fox (* 1956), Jazzgitarristin und Musikpädagogin
- Steve Franken (1932–2012), Schauspieler
- Linda Freeland (* 1967), R&B-, Soul- und Gospelsängerin
- Daniel Frisa (* 1955), Jurist und Politiker
- Eric Fromm (* 1958), Tennisspieler
- John Frusciante (* 1970), Gitarrist
- Edward Funk (1936–2016), Tätowierer

## G

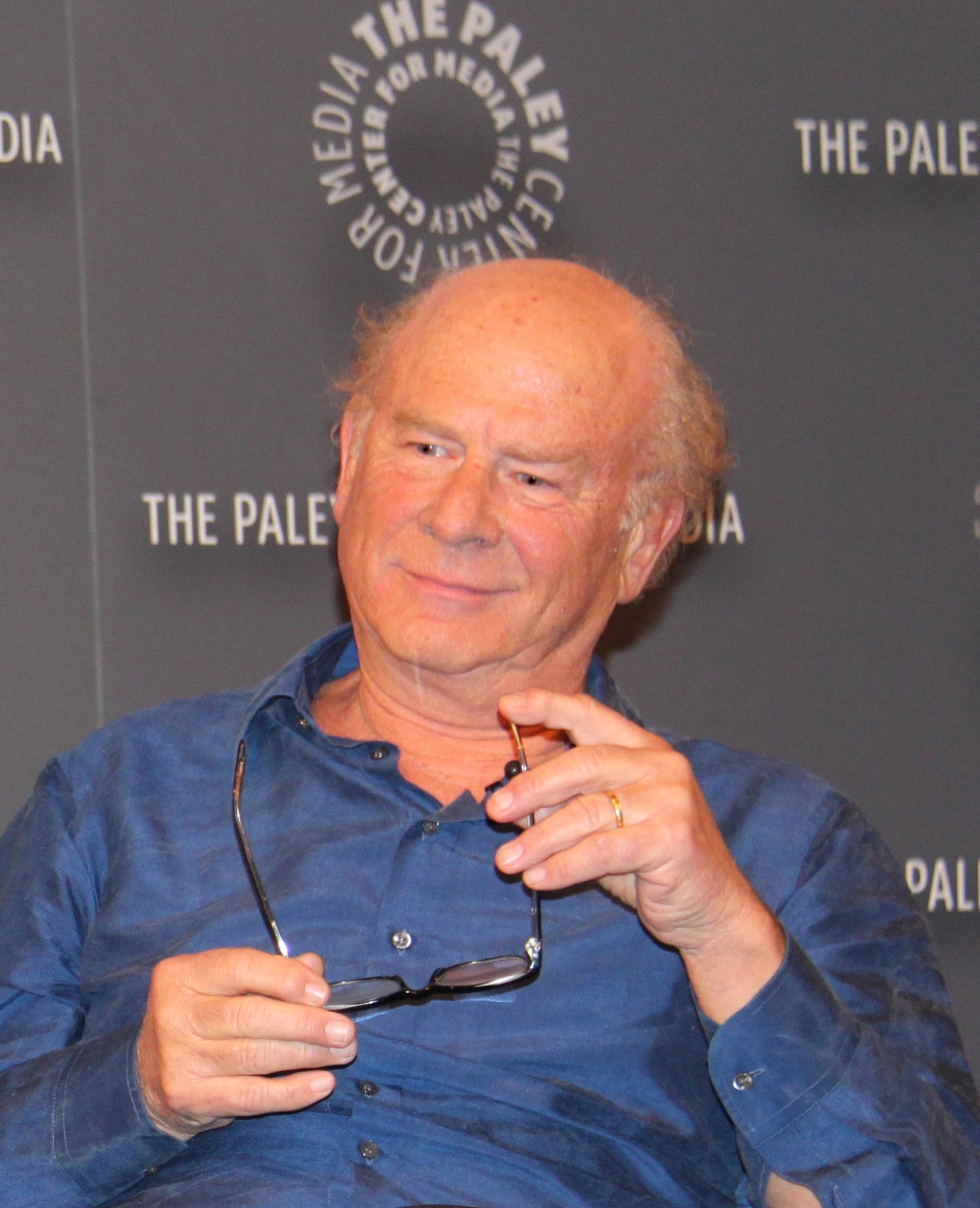
Art Garfunkel

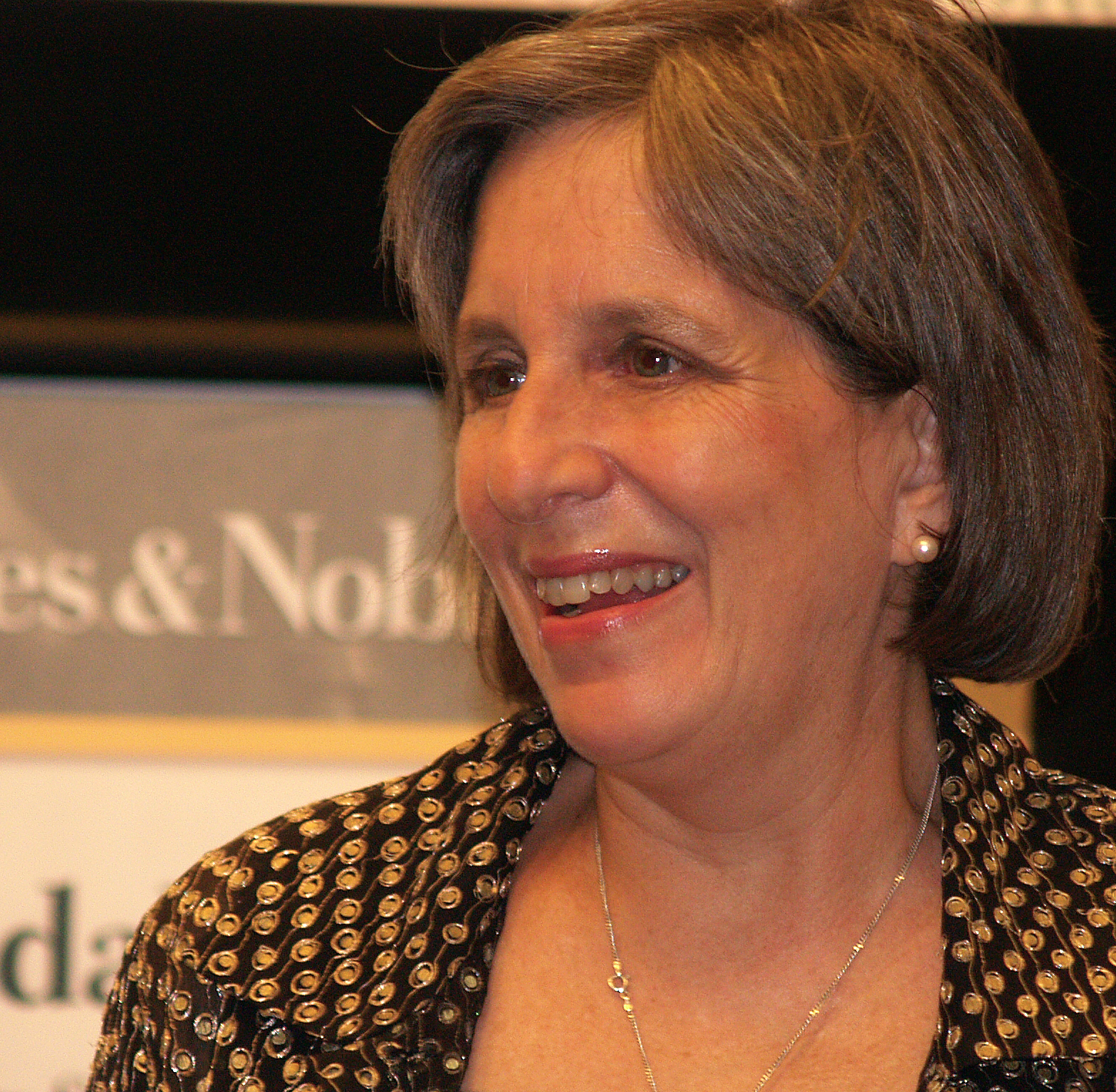
Mary Gordon

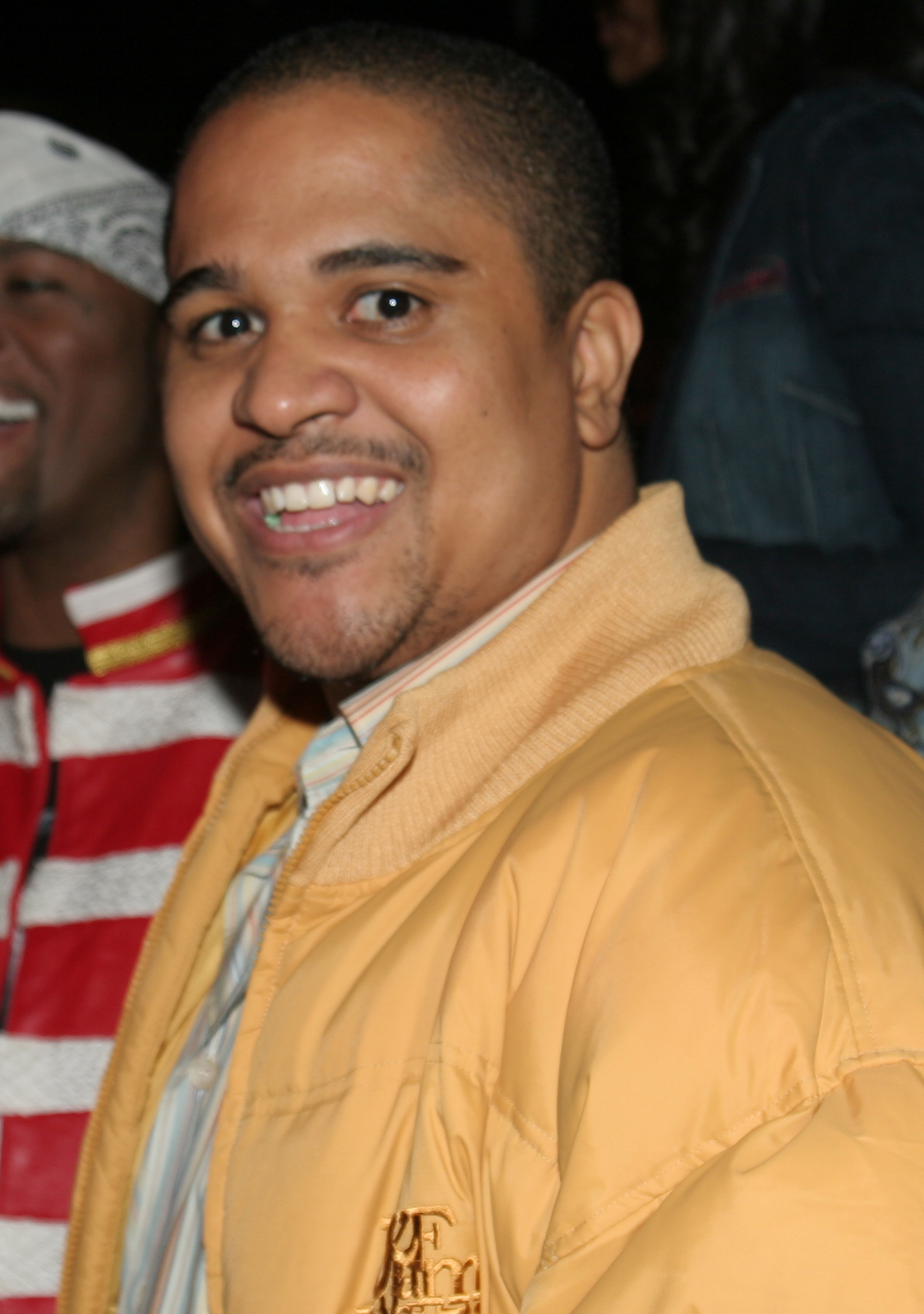
Irv Gotti

- Ed Gardner (1901–1963), Schauspieler, Schriftsteller, Drehbuchautor und Regisseur
- Art Garfunkel (* 1941), Musiker
- Sarah Garnet (1831–1911), Lehrerin und Sozialreformerin
- Philip Giaccone (1932–1981), Mafiagangster
- Keith Giffen (1952–2023), Comicautor und -zeichner
- Edgar Gilbert (1923–2013), Mathematiker
- Greg Glassman (* 1977), Musiker (Trompete, Komposition) des Modern Jazz
- Richard Glatzer (1952–2015), Regisseur, Drehbuchautor und Filmproduzent
- Richard Gnolfo (* 20. Jahrhundert), Schauspieler, Drehbuchautor und Filmproduzent
- Bernhard Goetz (* 1947), ’’Subway Vigilante’’
- Howard Gordon (* 1961), Drehbuch- und Romanautor und Produzent von Fernsehserien
- Mary Gordon (* 1949), Schriftstellerin
- Shep Gordon (* 1945), Musikmanager, Künstleragent und Filmproduzent
- Cliff Gorman (1936–2002), Schauspieler
- Irv Gotti (1970–2025), Hip-Hop-Produzent
- John A. Gotti (* 1964), Mobster der amerikanischen Cosa Nostra
- Kara Goucher (* 1978), Langstreckenläuferin
- David E. Grange Jr. (1925–2022), Generalleutnant der United States Army
- Richard Grasso (* 1946), Vorsitzender und CEO der New York Stock Exchange
- Milford Graves (1941–2021), Schlagzeuger und Jazzkomponist
- Coco Grayson (* 2000), Schauspielerin, Kinderdarstellerin und Synchronsprecherin
- Paul Greengard (1925–2019), Biochemiker, Pharmakologe und Neurobiologe
- Glenn Greenwald (* 1967), Journalist, Blogger, Schriftsteller und Rechtsanwalt
- Randy Gregg (* 1969), Bassgitarrist
- William Gregory (1849–1901), Politiker
- Robert Greifeld (* 1957), Unternehmer
- April Greiman (* 1948), Grafikdesignerin und Typografin
- David Gries (* 1939), Informatiker
- Max Grodénchik (* 1952), Schauspieler

## H
- Chris Hajian (* 1964), Filmkomponist

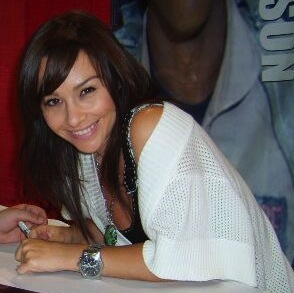
Danielle Harris

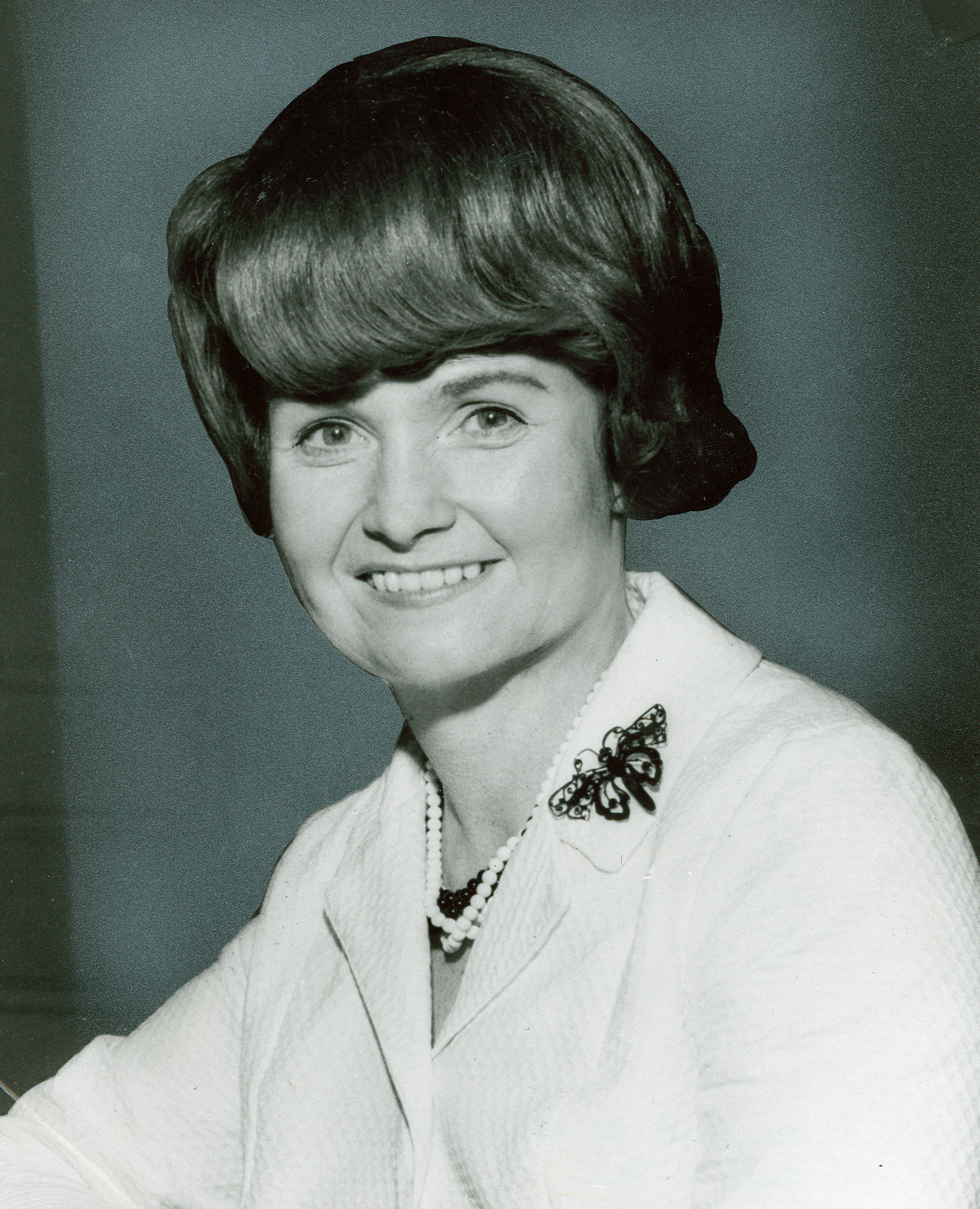
Margaret Heckler

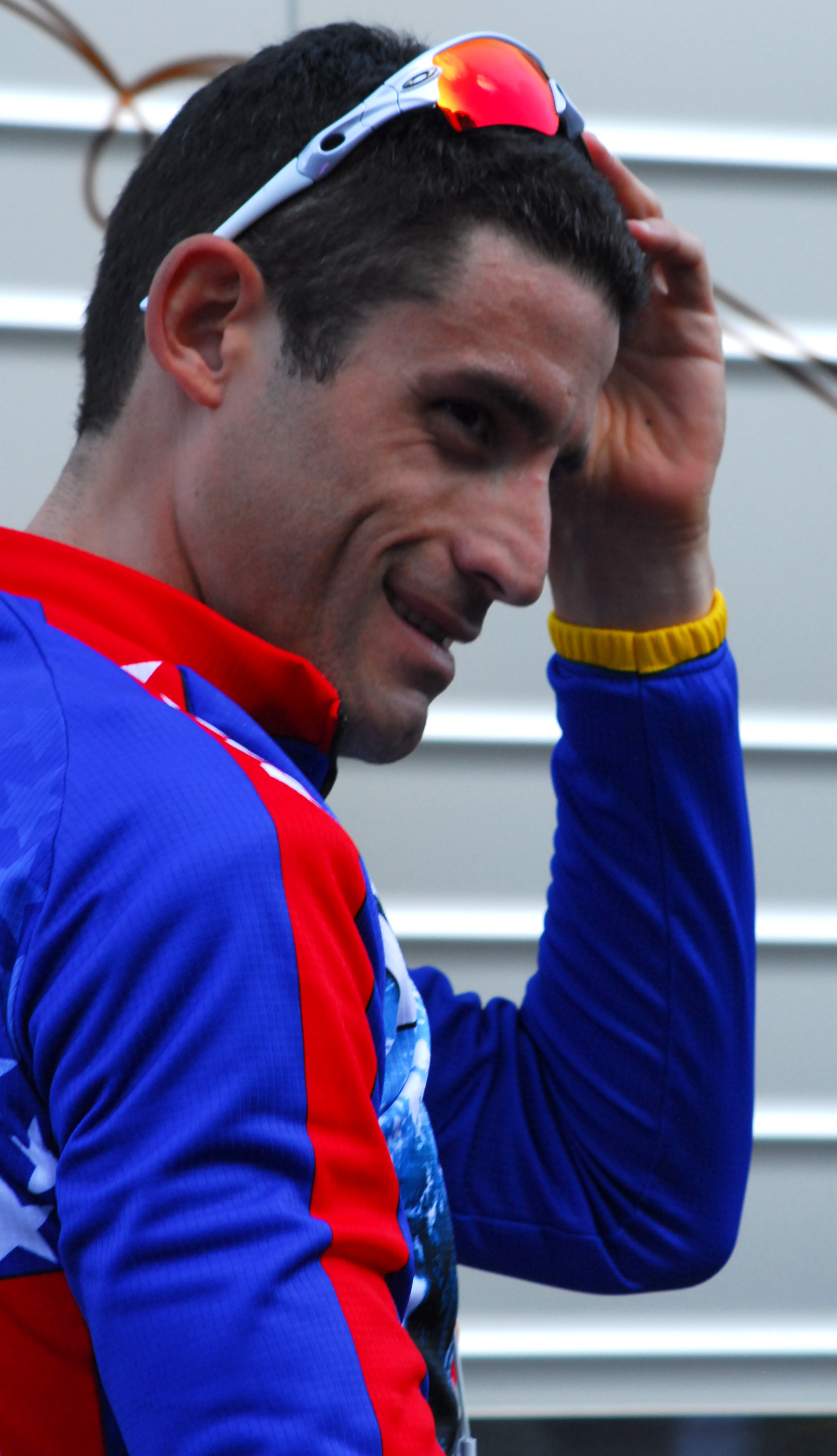
George Hincapie

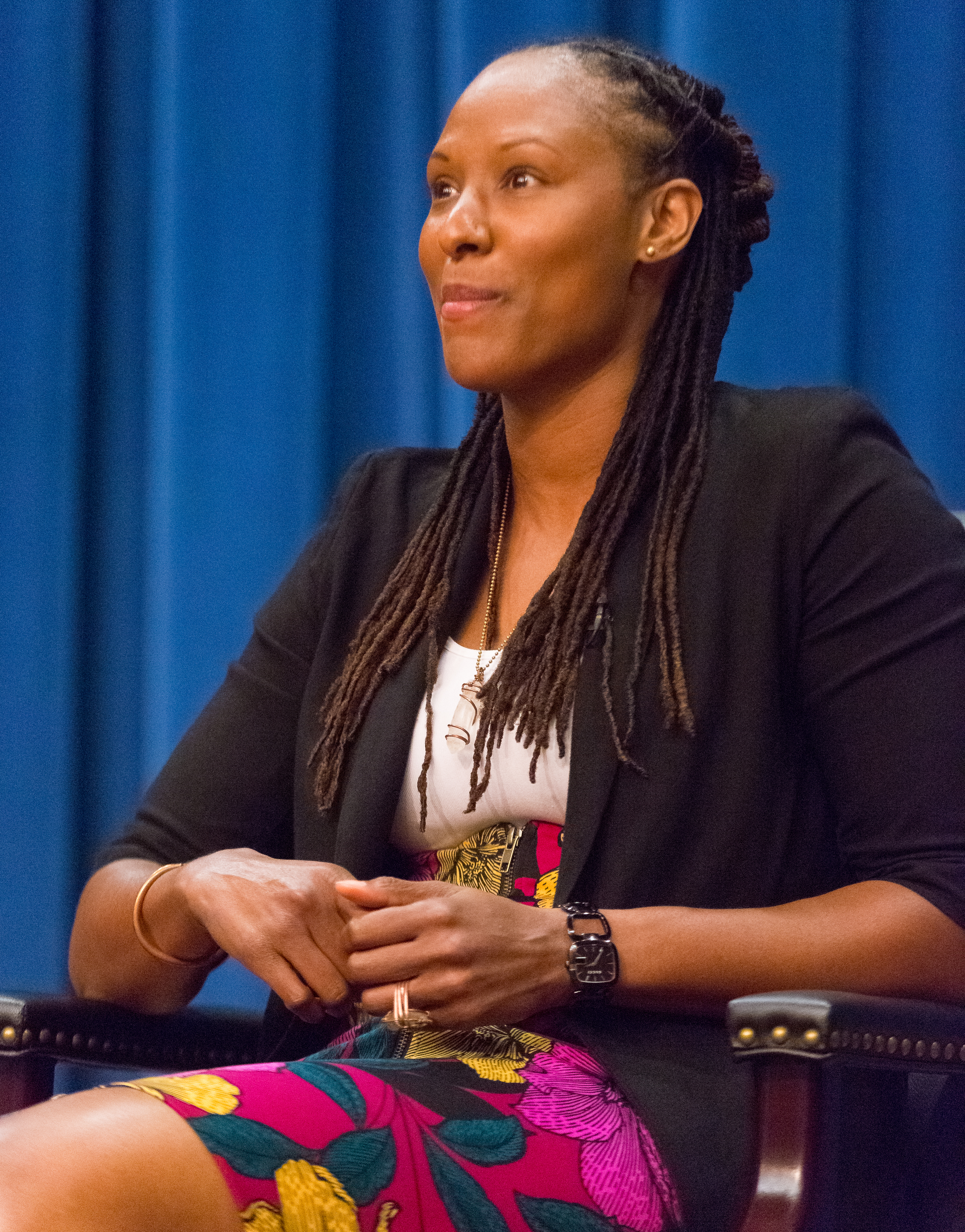
Chamique Holdsclaw

- Theodore Alvin Hall (1925–1999), Physiker
- Maureen T. Hallinan (1940–2014), Soziologin
- Florence Halop (1923–1986), Schauspielerin
- Jimmy Halperin (* 1958), Saxophonist und Jazzkomponist
- Luke Halpin (* 1947), Schauspieler
- Kevin Hamilton (* 1984), Basketballspieler
- William J. Hamilton, Jr. (1902–1990), Mammaloge und Hochschullehrer
- Tardo Hammer (* 1958), Jazzmusiker
- Harlœ (* 1992), R&B-Sängerin und Songwriterin
- Joy Harmon (* 1940), Bäckerin und Schauspielerin
- Danielle Harris (* 1977), Schauspielerin
- Jerome Harris (* 1953), Jazzbassist und -gitarrist
- Jessica B. Harris (* 1948), Historikerin, Collegeprofessorin und Kochbuchautorin
- Walter A. Harrison (* 1930), theoretischer Festkörperphysiker
- Havoc (* 1974), Hip-Hop-Produzent und Rapper
- Thomas W. Hawkins (* 1938), Mathematikhistoriker
- Graham Haynes (* 1960), Jazzmusiker
- Margaret Heckler (1931–2018), Diplomatin und Politikerin
- Jane Henson (1934–2013), Puppenspielerin
- Kathleen Herles (* 1990), Synchronsprecherin
- Lawrence Hertzog (1951–2008), Drehbuchautor und Fernsehproduzent
- Frank Hewitt (1935–2002), Jazzpianist
- Elias Hicks (1748–1830), Quäker-Führer
- George Hincapie (* 1973), Radrennfahrer
- George J. Hochbrueckner (* 1938), Politiker
- David Allen Hoffman (* 1944), Mathematiker
- Robert Hogan (1933–2021), Schauspieler
- Chamique Holdsclaw (* 1977), Basketballspielerin
- Ellen Holly (1931–2023), Schauspielerin
- Thirstin Howl III, Rapper
- Lex Humphries (1936–1994), Jazz-Schlagzeuger
- Robert Hussey (* 1993), Basketballschiedsrichter

## I

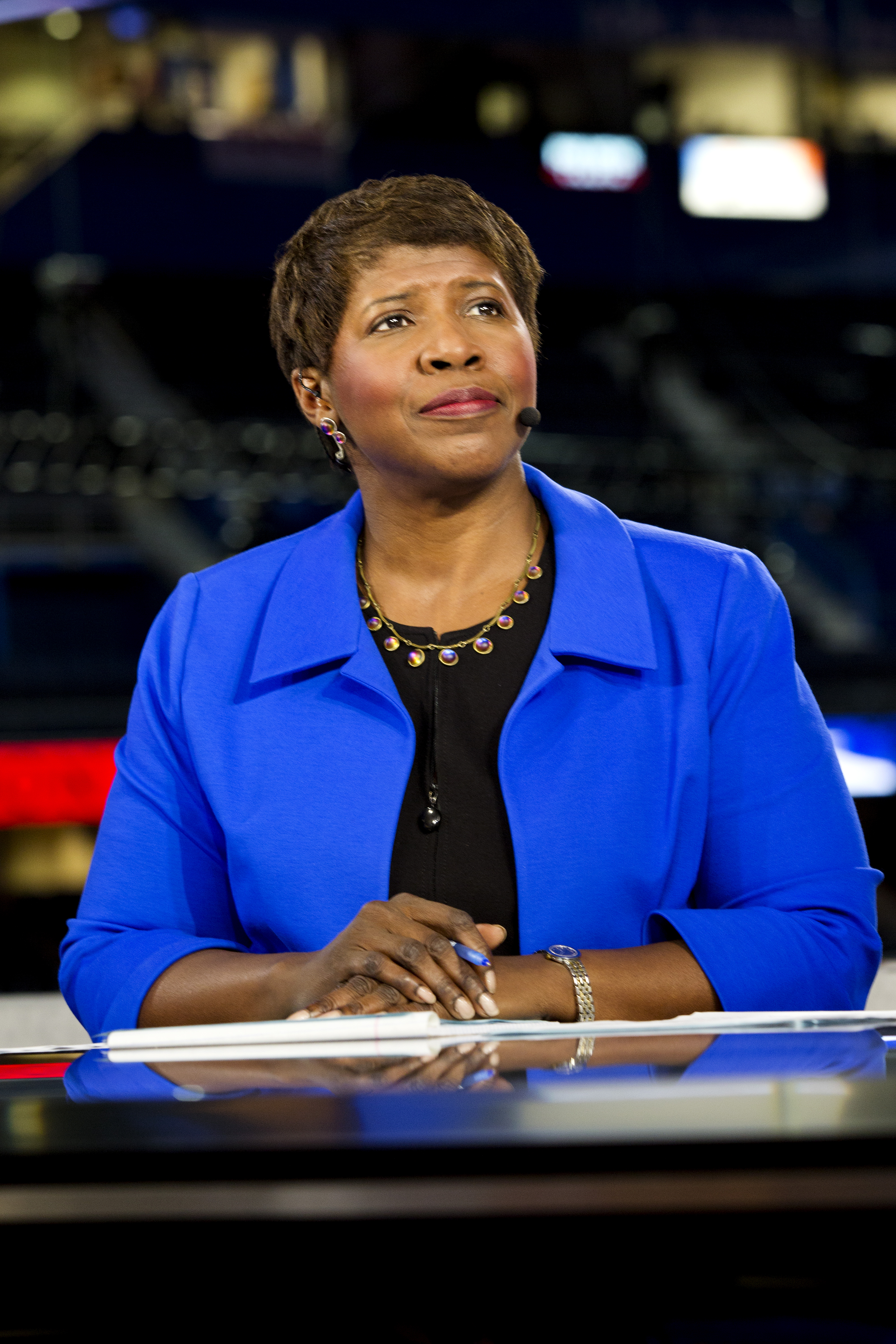
Gwen Ifill

- Mildred Iatrou Morgan (* vor 1987), Tontechnikerin
- Carl Icahn (* 1936), Multimilliardär und Großinvestor
- Gwen Ifill (1955–2016), Journalistin, Fernseh-Moderatorin und Autorin
- Vincent Irizarry (* 1959), Schauspieler

## J

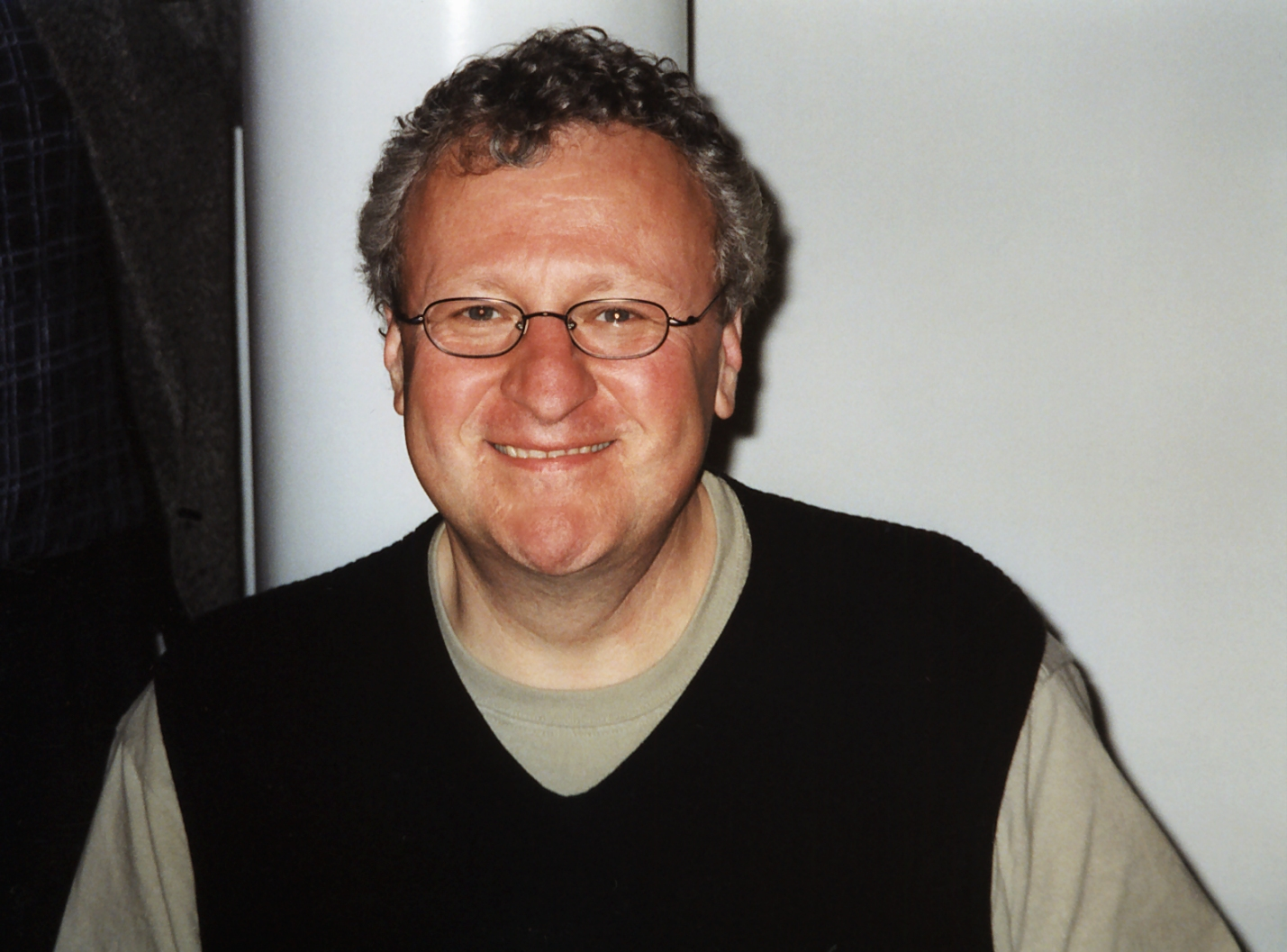
Peter Jurasik

- Sheila Jackson Lee (1950–2024), Politikerin, Vertreterin von Texas im US-Repräsentantenhaus
- Ja Rule (* 1976), Rapper
- Billy Jayne (* 1969), Schauspieler
- Brian Jennings (1958–2015), Visual-Effects-Supervisor und Animator
- Ron Jeremy (* 1953), Pornodarsteller
- Melissa Jiménez (* 1984), Sängerin und Songwriterin
- Mindy Jostyn (1956–2005), Sängerin und Multiinstrumentalistin
- Peter Jurasik (* 1950), Schauspieler

## K

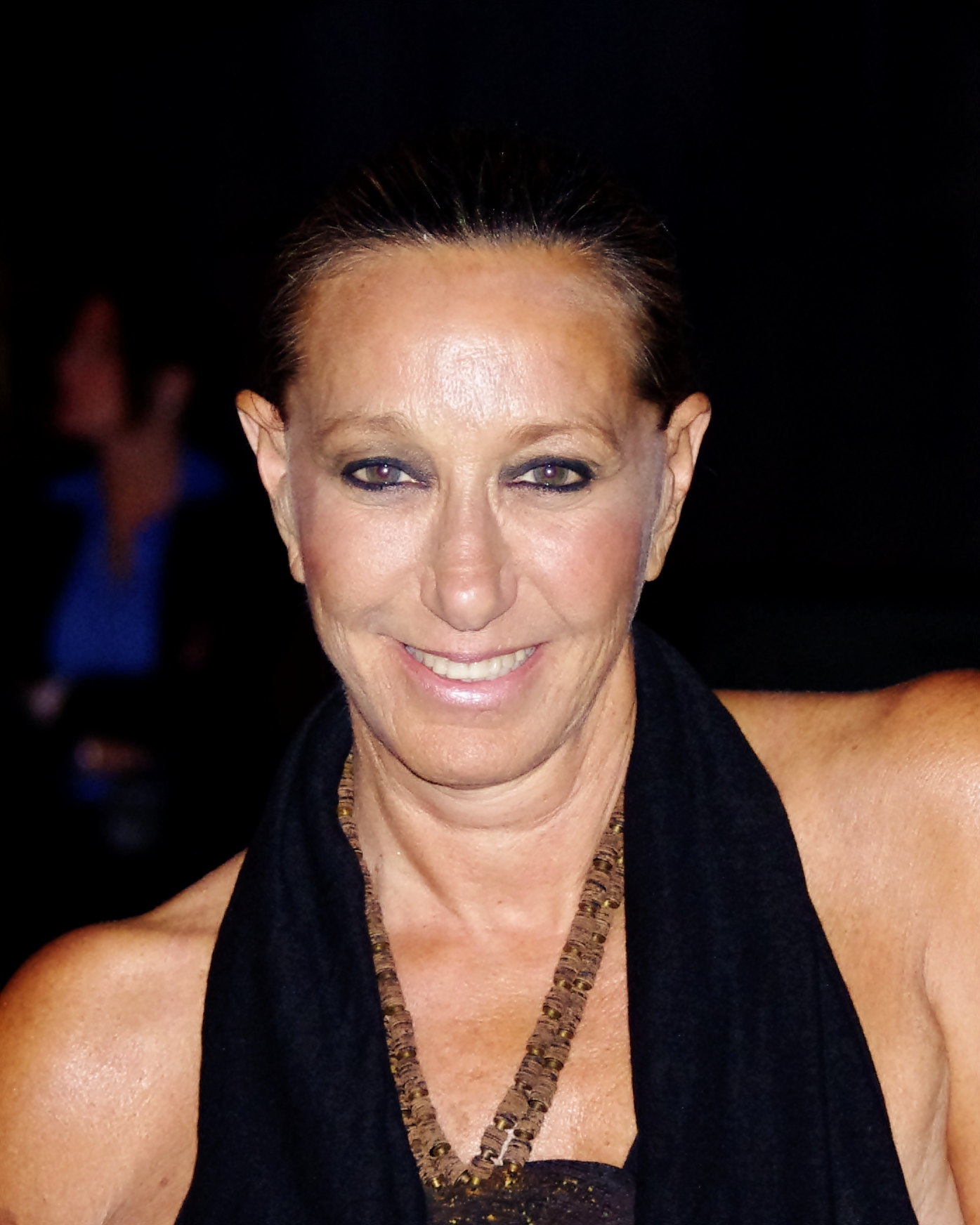
Donna Karan

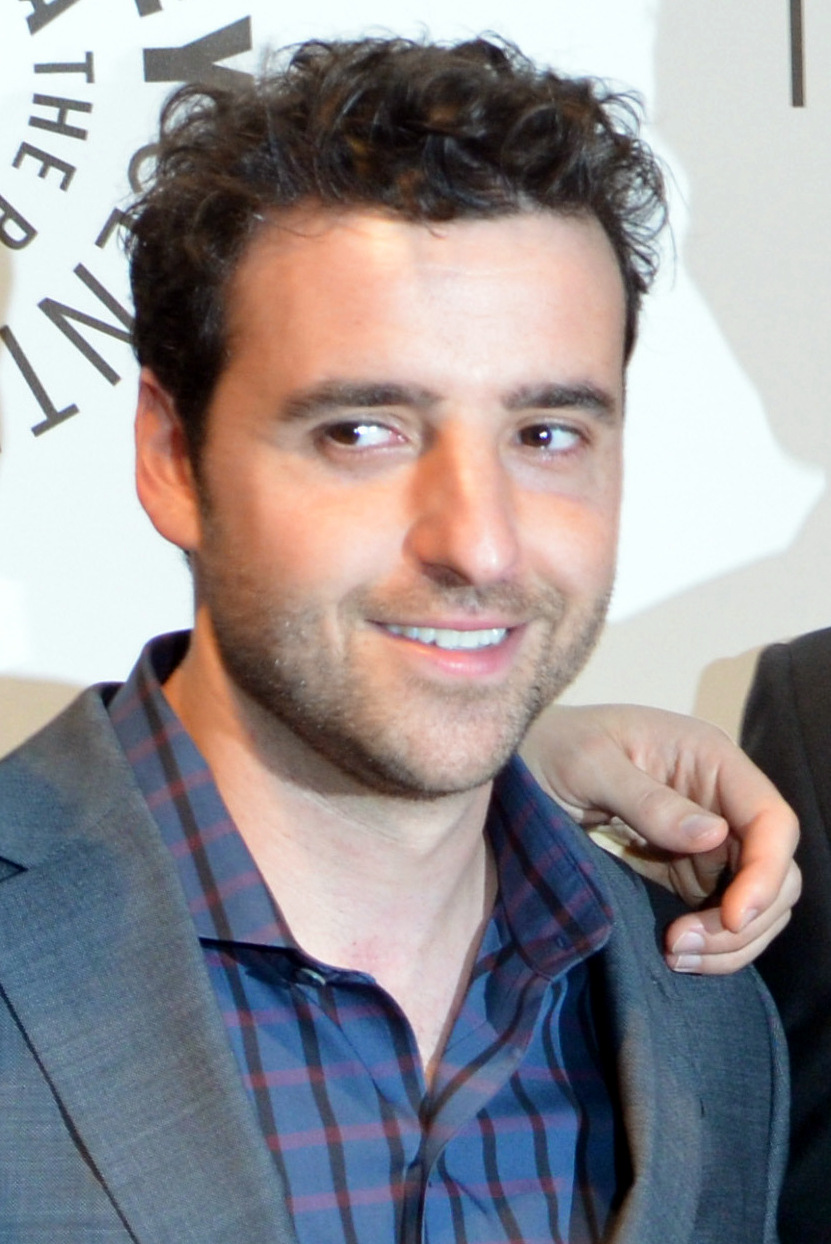
David Krumholtz

- William George Kaelin (* 1957), Onkologe und Nobelpreisträger für Medizin 2019
- Peter S. Kalikow (* 1942), Unternehmer und Automobilsammler
- Kieran Kane (* 1949), Countrysänger und Songwriter
- Donna Karan (* 1948), Modedesignerin und Unternehmerin
- Lenore Kasdorf (* 1948), Filmschauspielerin
- Jack Kehoe (1934–2020), Schauspieler
- Dora Wheeler Keith (1856–1940), Malerin und Illustratorin
- Ibram X. Kendi (* 1982), Rassismusforscher
- Frederick Koehler (* 1975), Schauspieler
- William Koenig (* 1956), römisch-katholischer Geistlicher, Bischof von Wilmington
- Kool G Rap (* 1968), Rapper
- Steve Koren (* 1966), Drehbuchautor und Filmproduzent
- Norman Krasna (1909–1984), Drehbuch- und Bühnenautor, Filmproduzent und -regisseur
- Bix Krieger, Schauspielerin
- David Krumholtz (* 1978), Schauspieler
- Raymond Kurzweil (* 1948), Computerpionier und Sachbuchautor

## L

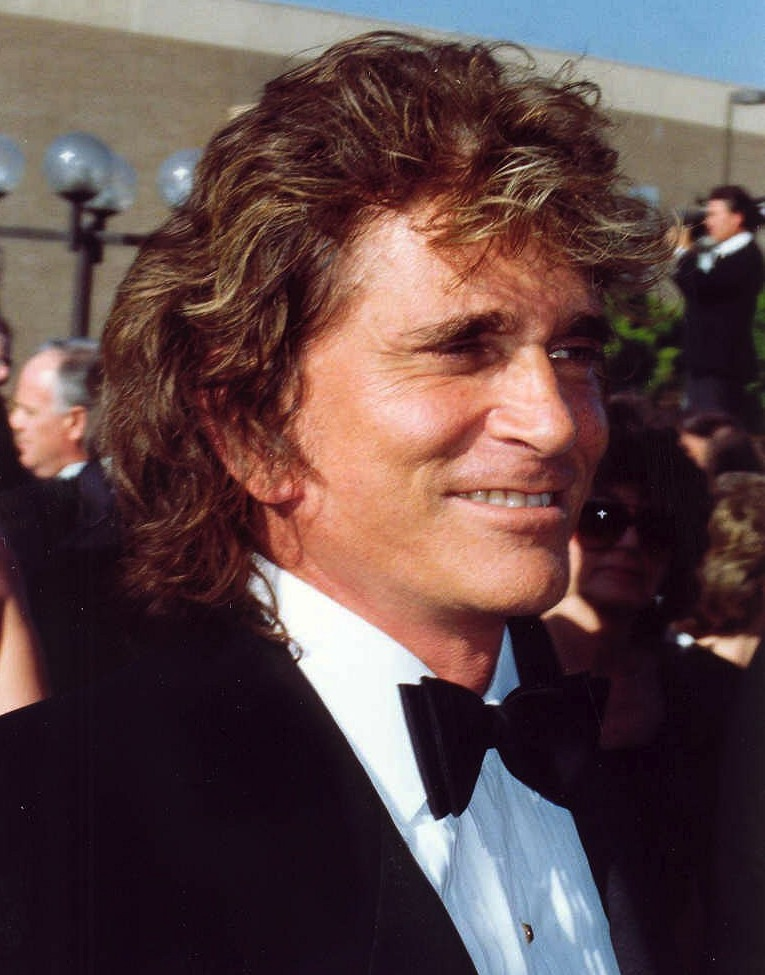
Michael Landon

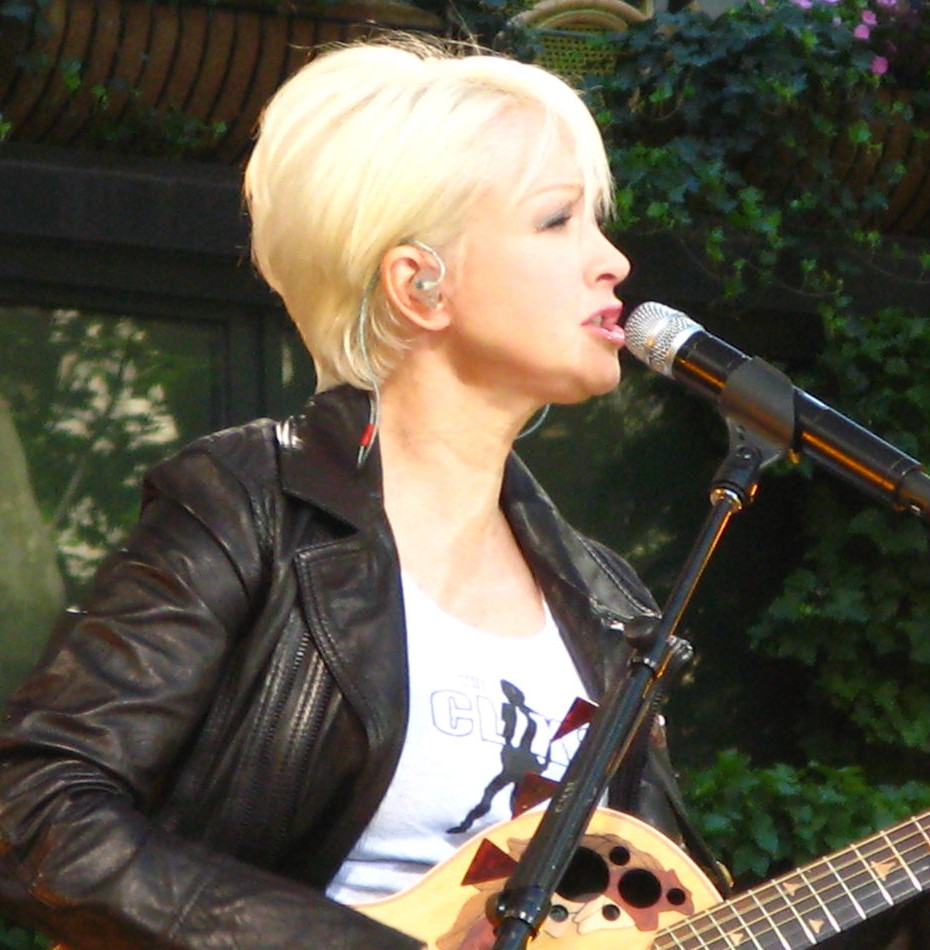
Cyndi Lauper

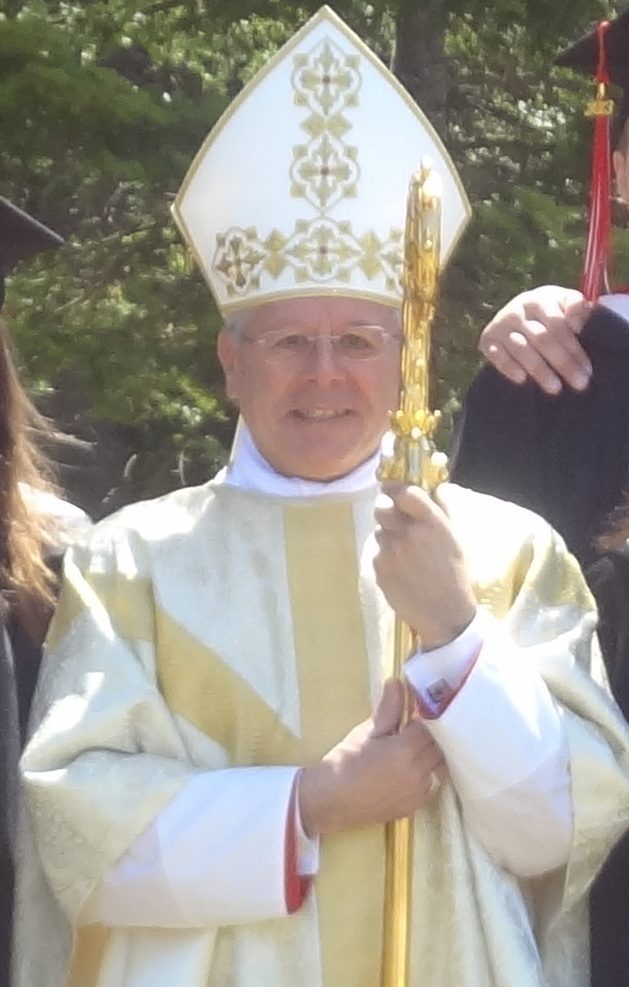
Peter Anthony Libasci

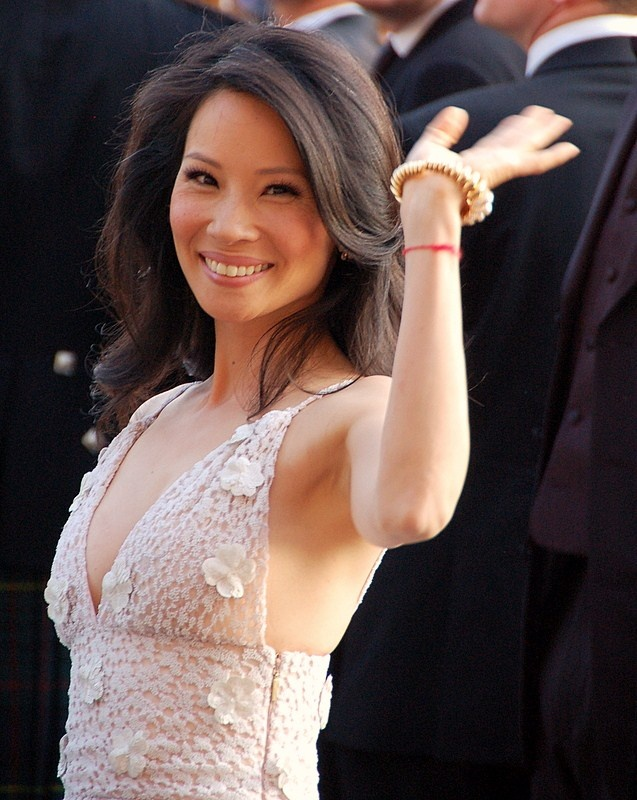
Lucy Liu

- Doron Lamb (* 1991), Basketballspieler
- Robia LaMorte (* 1970), Schauspielerin
- Michael Landon (1936–1991), Schauspieler
- Stephen Lang (* 1952), Schauspieler
- Liza Lapira (* 1981), Schauspielerin
- Estée Lauder (1906–2004), Kosmetikunternehmerin
- Cyndi Lauper (* 1953), Sängerin
- Cornelius Van Wyck Lawrence (1791–1861), Politiker
- John W. Lawrence (1800–1888), Politiker
- Samuel Lawrence (1773–1837), Jurist und Politiker
- NeNe Leakes (* 1967), Schauspielerin und ein Reality-Soap-Star
- Malcolm D. Lee (* 1970), Regisseur und Drehbuchautor
- Sandra Lee (* 1970), Dermatologin, Webvideoproduzentin und Fernsehpersönlichkeit
- James Lent (1782–1833), Jurist und Politiker
- Ken Levine (* 1966), Computerspielentwickler
- Myron Levoy (1930–2019), Schriftsteller
- Jack Lew (* 1955), Jurist und Politiker
- Peter Anthony Libasci (* 1951), römisch-katholischer Bischof
- Matthew Libatique (* 1968), Kameramann
- Lil Tecca (* 2002), Rapper und Sänger
- Avi Lipkin (* 1949), israelischer Militär und Politiker
- Lucy Liu (* 1968), Schauspielerin
- LL Cool J (* 1968), Rapper
- Joseph Loewenstein (1925–2021), Geistlicher und De-La-Salle-Bruder
- James Lorinz (* 1964), Schauspieler, Filmregisseur und Drehbuchautor
- Joe Lo Truglio (* 1970), Schauspieler, Komiker und Synchronsprecher
- Denton Lotz (1939–2019), baptistischer Theologe und Pastor
- Lori Loughlin (* 1964), Schauspielerin
- Katie Lowes (* 1981 oder 1982), Schauspielerin

## M

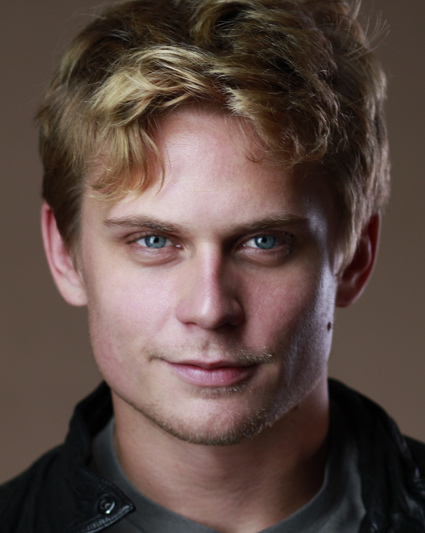
Billy Magnussen

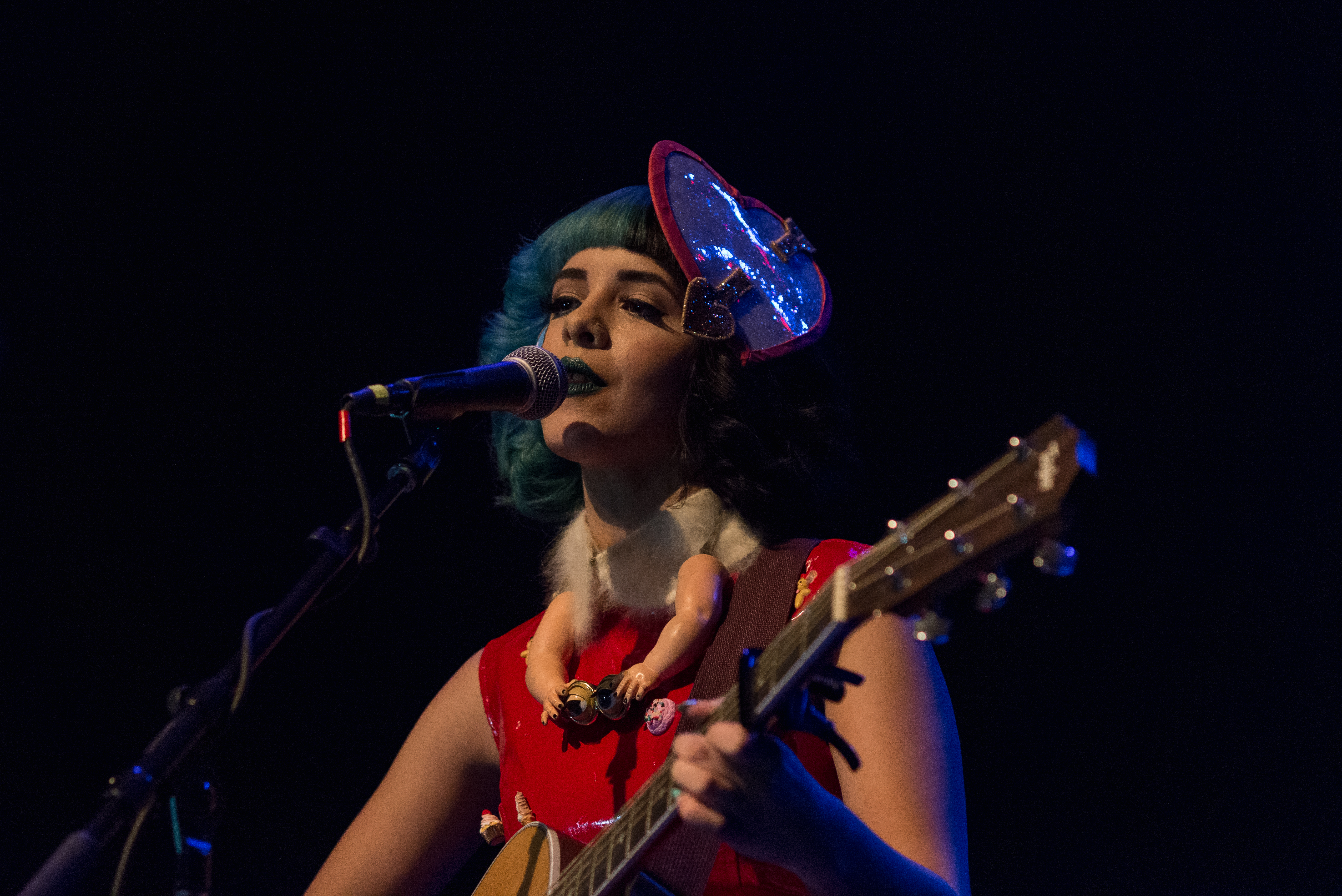
Melanie Martinez

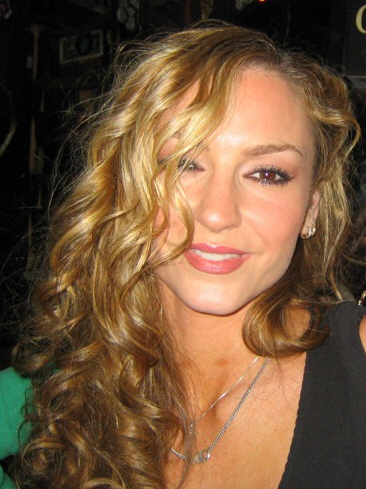
Drea de Matteo

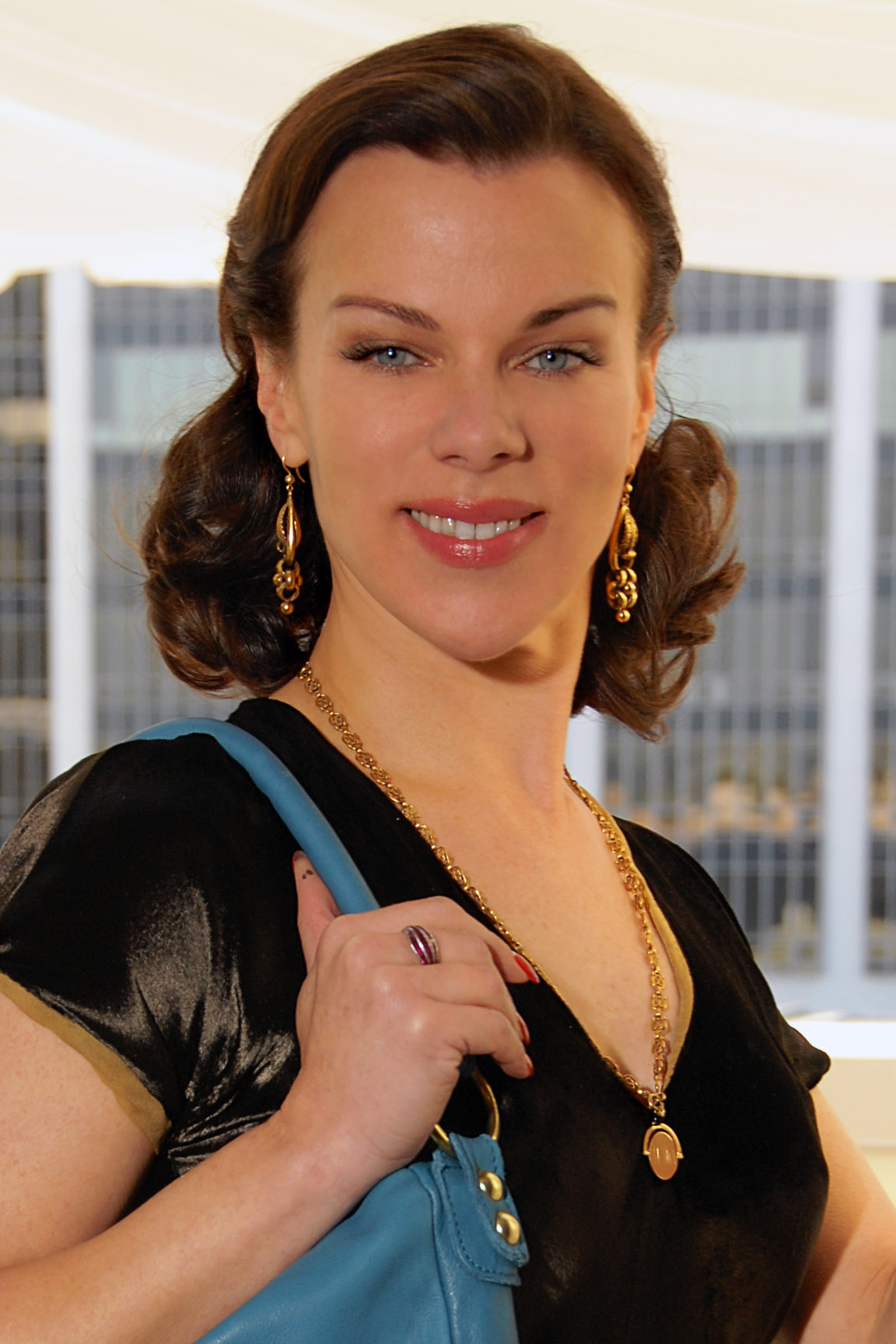
Debi Mazar

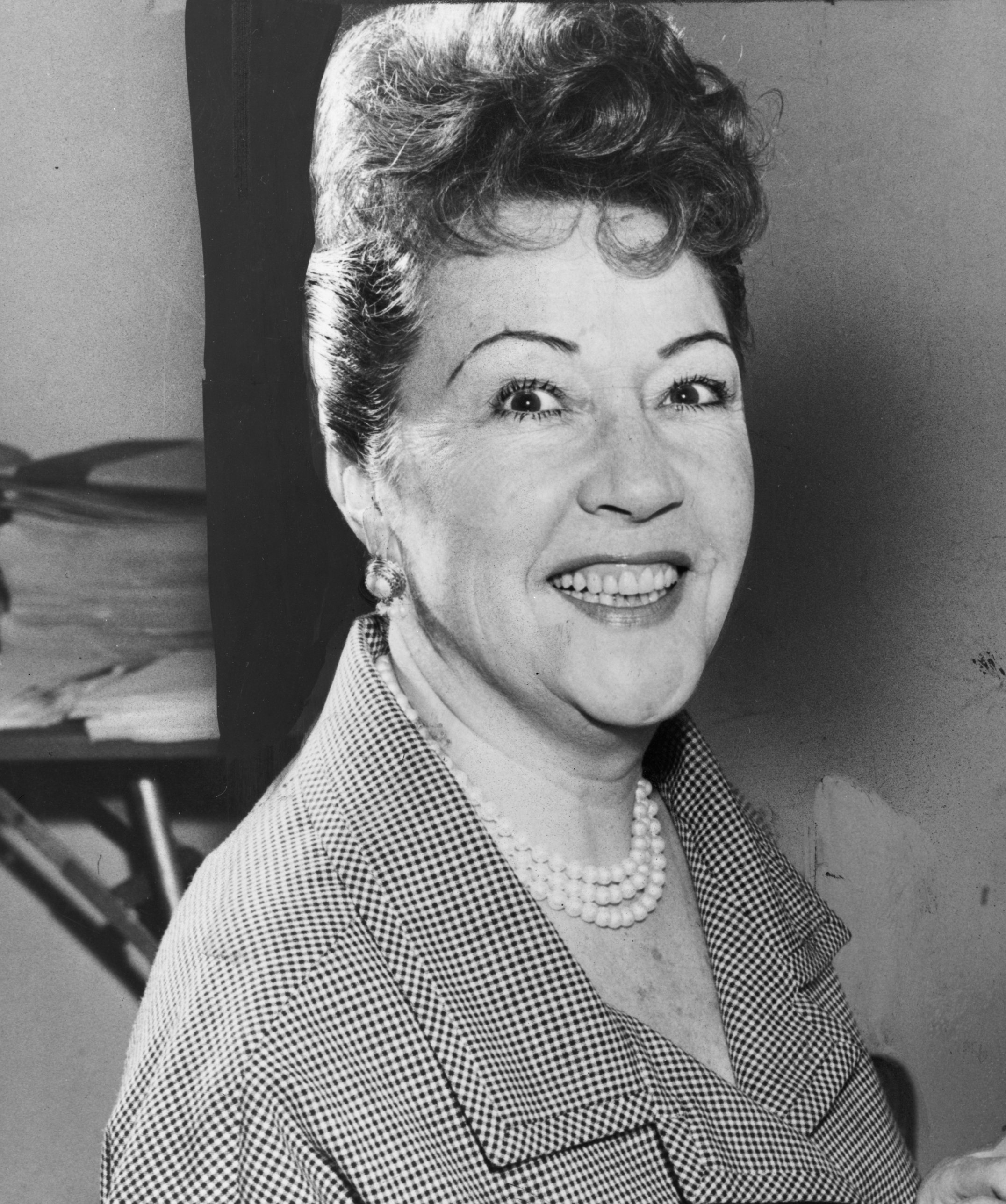
Ethel Merman

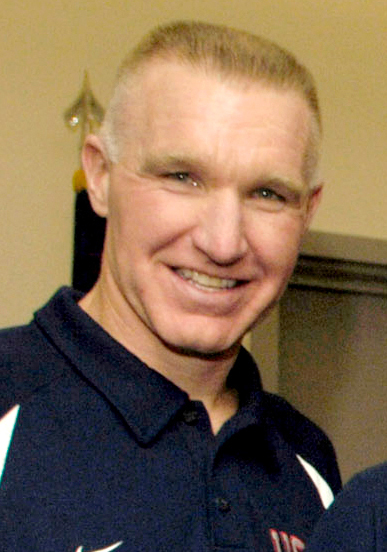
Chris Mullin

- Scott Machado (* 1990), Basketballspieler
- Hemky Madera (* 1977), Schauspieler
- Billy Magnussen (* 1985), Schauspieler
- George Maharis (1928–2023), Schauspieler, Sänger und Maler
- Karl Makinen (* 1970), Schauspieler
- Jesse Malin (* 1968), Rockmusiker
- Michael Malone (* 1971), Basketballtrainer
- Norman Mapp (1928–1988), Jazzmusiker
- Edward Mapplethorpe (* 1960), Fotograf und Maler
- Robert Mapplethorpe (1946–1989), Fotograf
- Michael Manning (* 1963), Autor, Fotograf und Grafiker
- James Maritato (* 1972), Wrestler
- Marley Marl (* 1962), Musikproduzent und DJ
- James Marshall (* 1967), Schauspieler
- Barney Martin (1923–2005), Schauspieler
- Christopher Martin (* 1962), Hip-Hop-Musiker
- Melanie Martinez (* 1995), Sängerin
- Mohammad Yusef Mashriqi (* 1987), US-amerikanisch-afghanischer Fußballspieler
- Drea de Matteo (* 1972), Schauspielerin
- Gene Mayer (* 1956), Tennisspieler
- Sandy Mayer (* 1952), Tennisspieler
- Helen Mayer Harrison (1927–2018), Künstlerin
- John Maynard (1786–1850), Jurist und Politiker
- Debi Mazar (* 1964), Schauspielerin
- Sean McCaw (* 1973), österreichischer Basketballtrainer und -spieler
- Nicole McClure (* 1989), jamaikanisch-US-amerikanische Fußballnationalspielerin
- Charles James McDonnell (1928–2020), römisch-katholischer Geistlicher und Weihbischof in Newark
- Jack McGlynn (* 2003), US-amerikanisch-irischer Fußballspieler
- Patrick McGoohan (1928–2009), Filmschauspieler, Drehbuchautor und Regisseur
- Gordon McKenzie (1927–2013), Langstreckenläufer
- Julianne McNamara (* 1965), Kunstturnerin
- MC Shan (* 1965), Rapper und Musikproduzent
- John Megna (1952–1995), Schauspieler
- Grace Meng (* 1975), Politikerin
- Ethel Merman (1908–1984), Schauspielerin und Sängerin
- Eric Metaxas (* 1963), Autor, Redner und Radiomoderator
- Omar Metwally (* 1974), Schauspieler
- Dina Meyer (* 1968), Schauspielerin
- Darryl Middleton (* 1966), Basketballspieler
- Peggy Miley (* 1941), Schauspielerin und Autorin
- Kevin Misher (* 1965), Filmproduzent
- Charles Momsen (1896–1967), Vizeadmiral und Pionier der U-Boot-Rettung
- James Monaco (1942–2019), Filmwissenschaftler, Kritiker, Autor und Verleger
- Meredith Monk (* 1942), Sängerin, Tänzerin, Filmemacherin, Choreographin und Komponistin
- Alysia Montaño (* 1986), Mittelstreckenläuferin
- Lana Moorer (* 1971), Rapperin und Schauspielerin
- John J. Morgan (1770–1849), Politiker
- Meli’sa Morgan (* 1964), R&B-Sängerin
- Stanley Moss (1925–2024), Dichter, Verleger und Kunsthändler
- Gerry Mulligan (1927–1996), Jazzmusiker
- Chris Mullin (* 1963), Basketballspieler
- Francis P. Mulvey (* 1944), Wirtschaftswissenschaftler
- Lewis Mumford (1895–1990), Architekturkritiker und Wissenschaftler
- Donna Murphy (* 1959), Schauspielerin

## N
- Nas (* 1973), Rapper

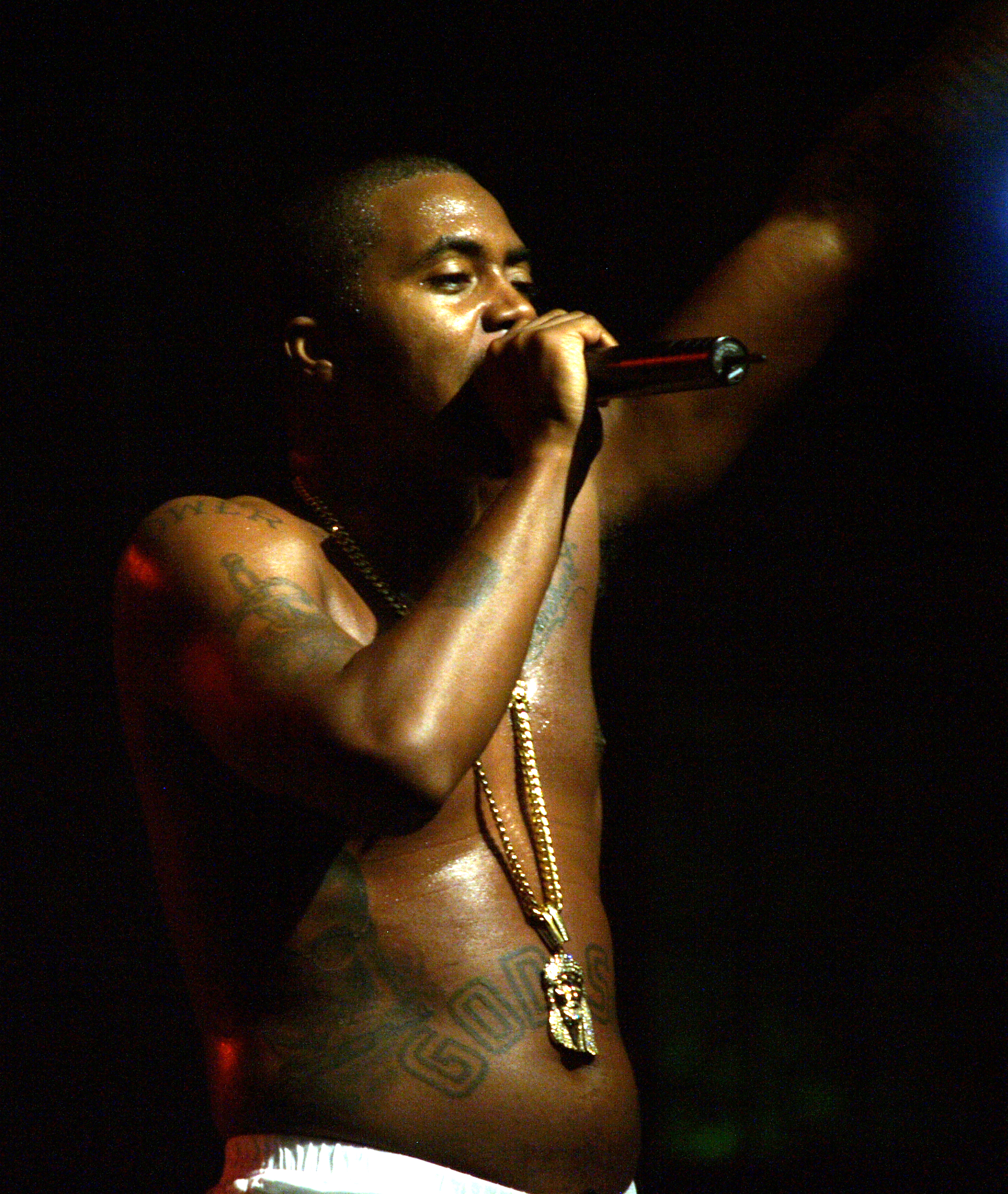
Nas

- Tyrone Nash (* 1988), Basketballspieler
- Barbara Nichols (1928–1976), Schauspielerin
- Willi Ninja (1961–2006), Tänzer, Choreograf und Künstler

## O

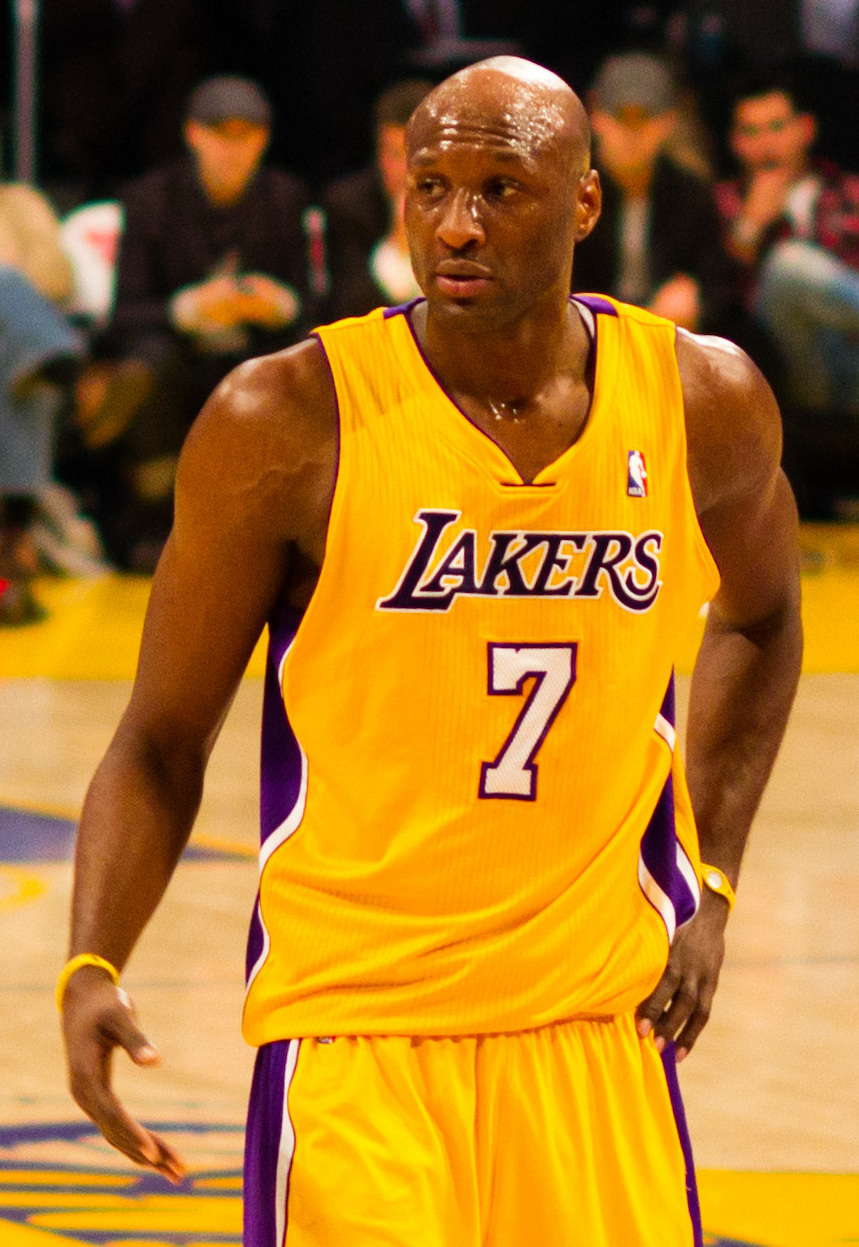
Lamar Odom

- James H. O’Brien (1860–1924), Politiker
- Robyn Ochs (* 1958), Autorin, Herausgeberin, Pädagogin und Aktivistin der Bi-Bewegung
- Lamar Odom (* 1979), Basketballspieler
- Leslie Odom Jr. (* 1981), Filmschauspieler, Musicaldarsteller, Produzent und Sänger
- Colby O’Donis (* 1989), Sänger
- Daniel J. O’Donnell (* 1960), Politiker
- Al Oerter (1936–2007), Leichtathlet
- Garrett Oliver (* 1962), Brauer und Bierautor
- Robert Olivo (Ondine) (1937–1989), Schauspieler
- Rick Overton (* 1954), Schauspieler und Drehbuchautor

## P

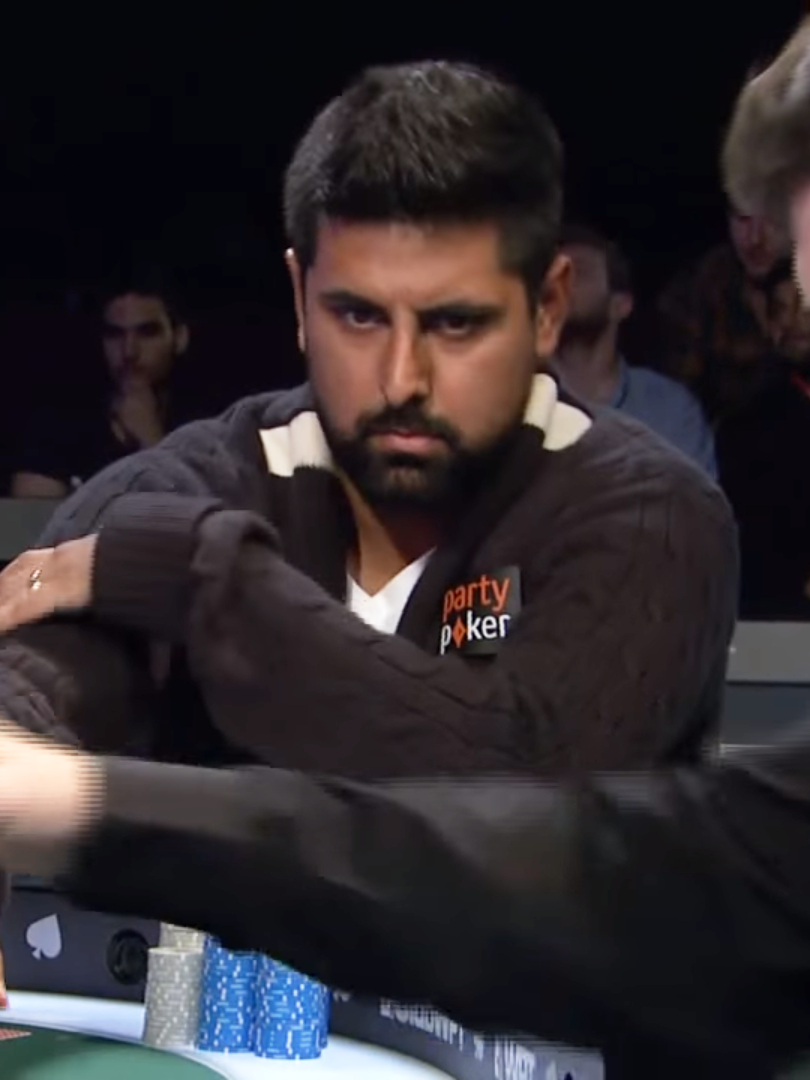
Mukul Pahuja

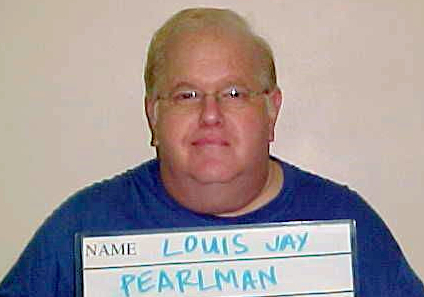
Lou Pearlman

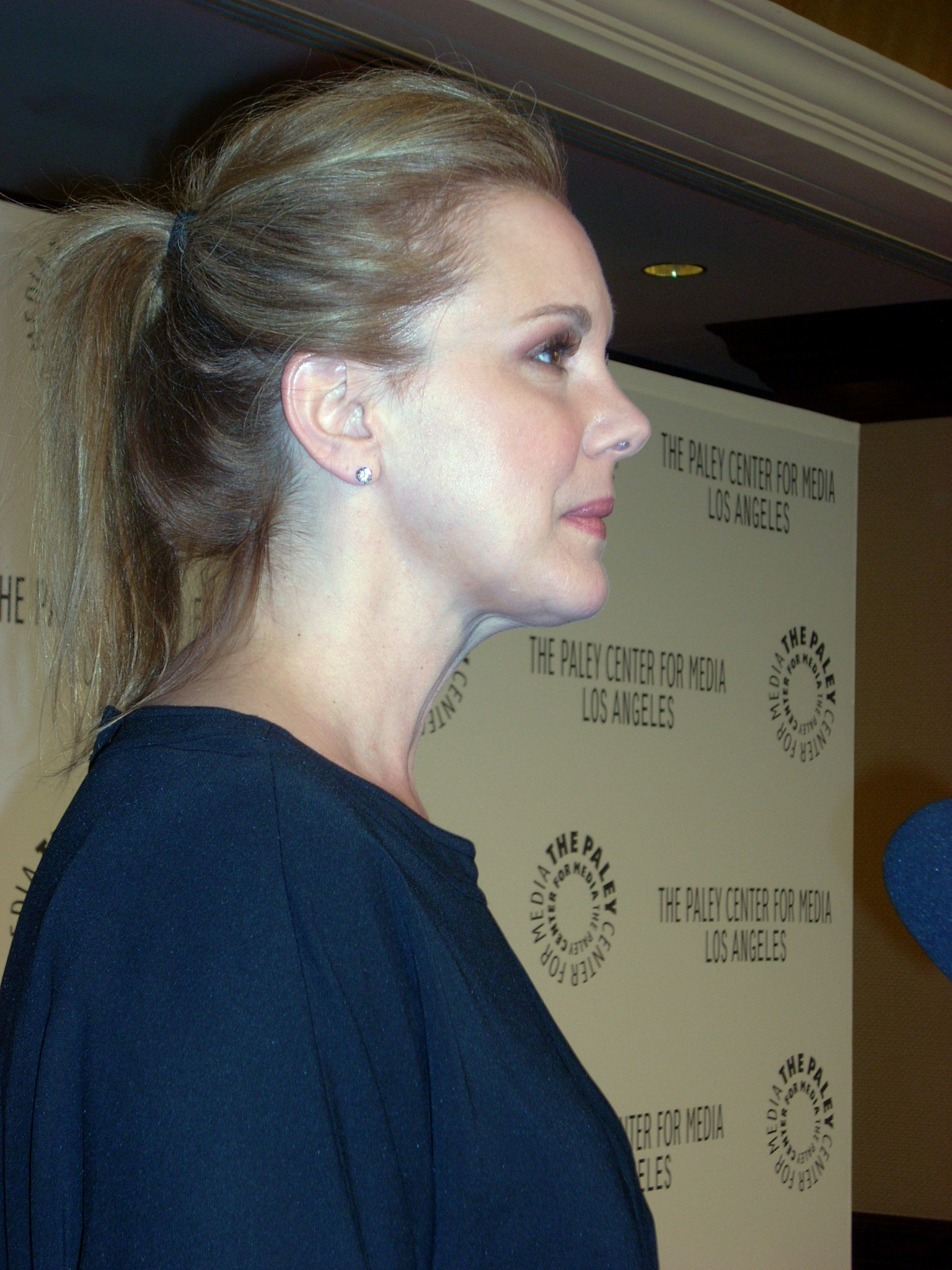
Elizabeth Perkins

- Alex Paez (* 1963), Schauspieler und Synchronsprecher
- Anita Page (1910–2008), Filmschauspielerin
- Mukul Pahuja (* 1985 oder 1986), professioneller Pokerspieler
- Jorge-Luis Pallo (* 1974), US-amerikanischer Schauspieler puerto-ricanisch-ecuadorianischer Herkunft
- Frankie Palmeri (* 1986), Sänger
- Glen Pearcy (1944–2016), Filmemacher und Fotograf
- Lou Pearlman (1954–2016), Geschäftsmann und Musikmanager
- Basil Pennington (1931–2005), römisch-katholischer Theologe, Trappist, Abt und geistlicher Autor
- Elizabeth Perkins (* 1960), Schauspielerin
- Valarie Pettiford (* 1960), Schauspielerin, Musicaldarstellerin, Sängerin und Tänzerin
- Derrick Phelps (* 1972), Basketballspieler
- Vincent Piazza (* 1976), Schauspieler und Synchronsprecher
- Paul Picerni (1922–2011), Schauspieler
- Thomas J. Pickard (* 1950), Regierungsbeamter und Direktor des FBI
- Jimmy Picker (* 1949), Animator und Filmproduzent
- Roberta Piket (* 1966), Jazzpianistin, Sängerin, Komponistin und Autorin
- Donald L. Pilling (1943–2008), Admiral der US Navy
- Jacqueline Piñol (* 1979), Schauspielerin und Synchronsprecherin
- Victoria Gabrielle Platt (* 1972), Schauspielerin
- Peter Polaco (* 1973), Wrestler
- Judith Graham Pool (1919–1975), Medizinerin und Hochschullehrerin, erste Frau, die in den USA in Medizin promovierte
- Friedrich Poppenhusen (1861–1923), Hamburger Kaufmann und Abgeordneter
- LeBaron Bradford Prince (1840–1922), Politiker und von 1889 bis 1893 Gouverneur des New-Mexico-Territoriums
- Josephine Pucci (* 1990), Eishockeyspielerin

## Q

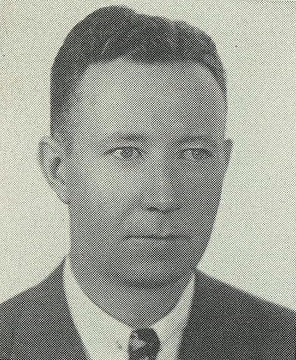
T. Vincent Quinn

- T. Vincent Quinn (1903–1982), Jurist und Politiker

## R

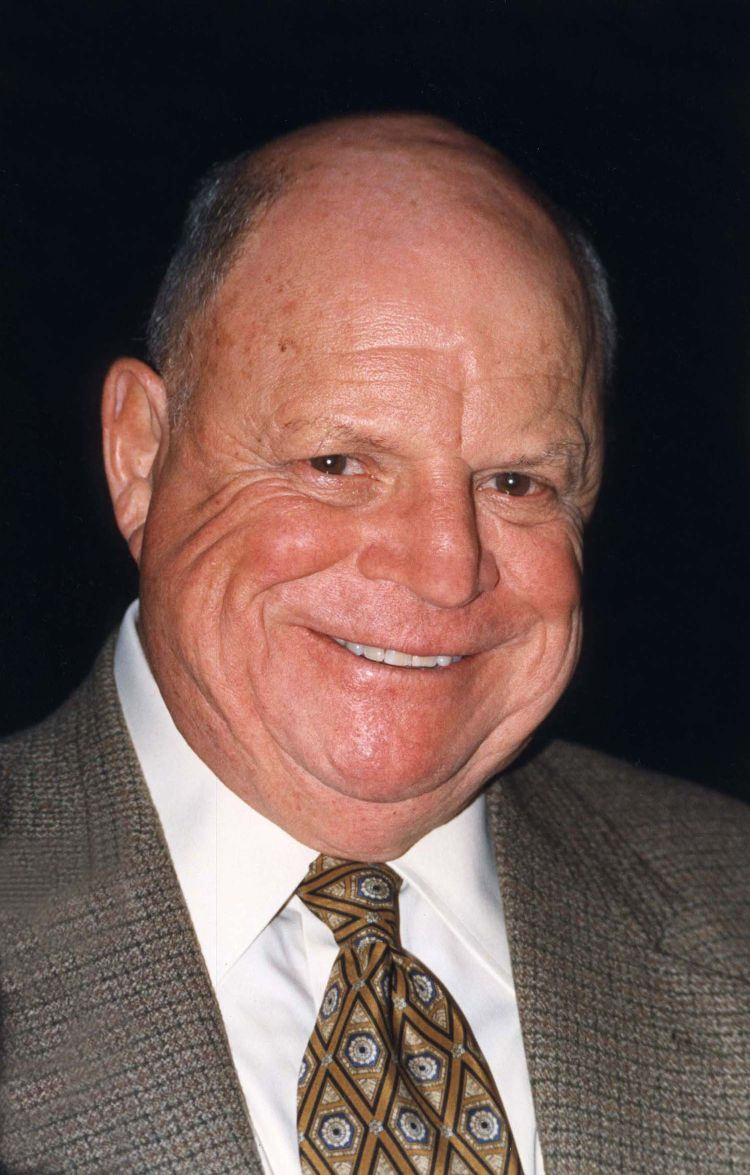
Don Rickles

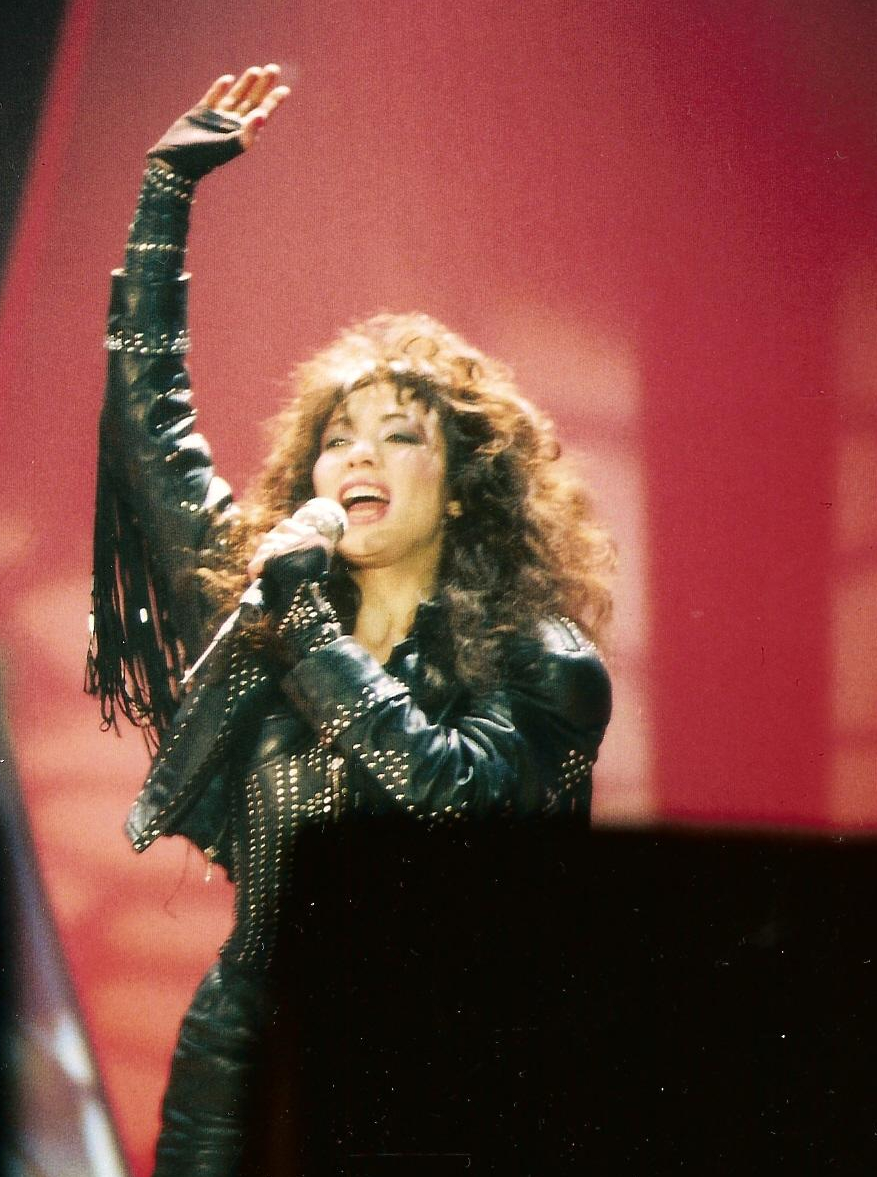
Jennifer Rush

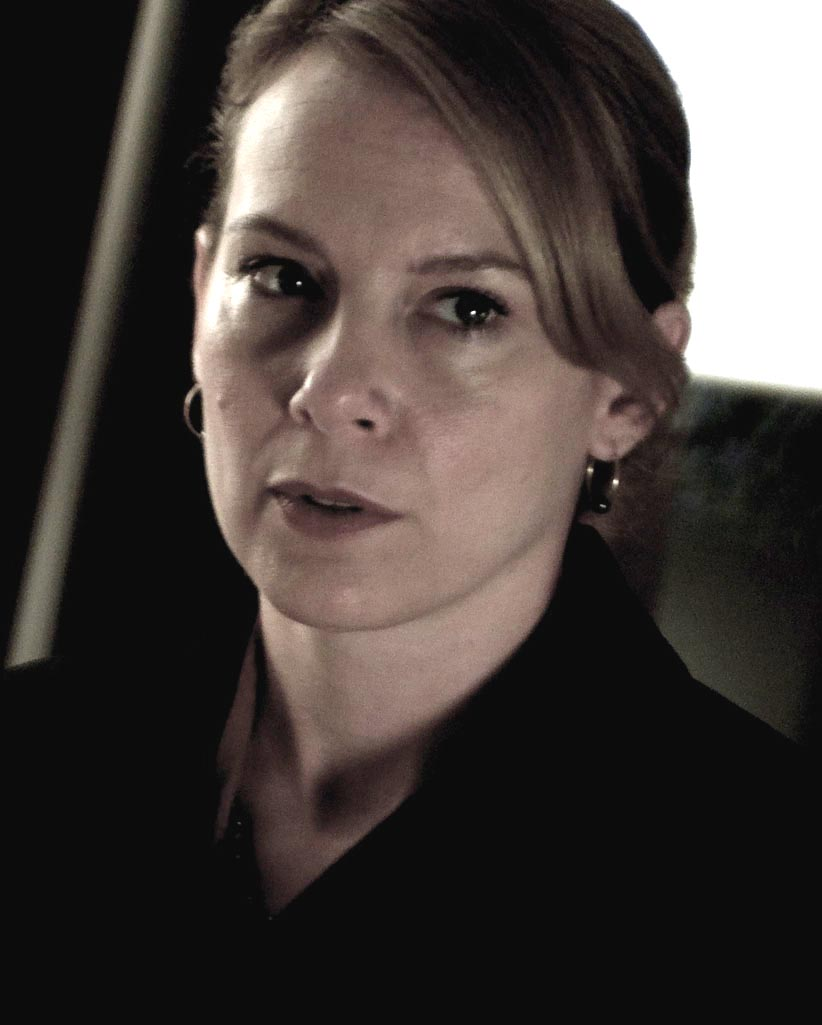
Amy Ryan

- Holly-Jane Rahlens (* 1950), Schriftstellerin und Schauspielerin
- Rahzel (* 1967), Beatboxer
- Rammellzee (1960–2010), Graffitikünstler und Hip-Hop-Musiker
- C. J. Ramone (* 1965), Bassist, Sänger und Gitarrist
- Philip Rastelli (1918–1991), Mobster und Anführer der Bonanno-Familie der Cosa Nostra
- Peter H. Reill (1938–2019), Historiker
- Edmund Joseph Reilly (1897–1958), römisch-katholischer Geistlicher und Weihbischof in Brooklyn
- Louise Reiss (1920–2011), Ärztin
- Tommy Rettig (1941–1996), Schauspieler und Software-Entwickler
- Howie Richmond (1918–2012), Musikverleger
- Don Rickles (1926–2017), Komiker und Entertainer
- Bruce Riedel (* 1953), Diplomat und Berater der US-Regierung
- Samuel Riker (1743–1823), Politiker und Offizier der Kontinentalarmee
- Richard Riordan (1930–2023), Politiker
- Mike Rodriguez (* 1979), Jazzmusiker
- James A. Roe (1896–1967), Offizier, Jurist und Politiker
- Ray Romano (* 1957), Schauspieler
- Donald E. Rosenblum (1929–2022), Generalleutnant der United States Army
- Philip Rosenthal (* 1960), Drehbuchautor und Filmproduzent
- Barbara Rubin (1945–1980), Experimentalfilmerin
- Jeffrey Z. Rubin (1941–1995), Friedens- und Verhandlungsforscher
- Francis Stephen Ruddy (1937–2014), Diplomat und Botschafter der Vereinigten Staaten in Äquatorialguinea
- Mercedes Ruehl (* 1948), Schauspielerin
- Matt Ruff (* 1965), Schriftsteller
- Jennifer Rush (* 1960), Rock- und Popsängerin
- Amy Ryan (* 1969), Schauspielerin

## S

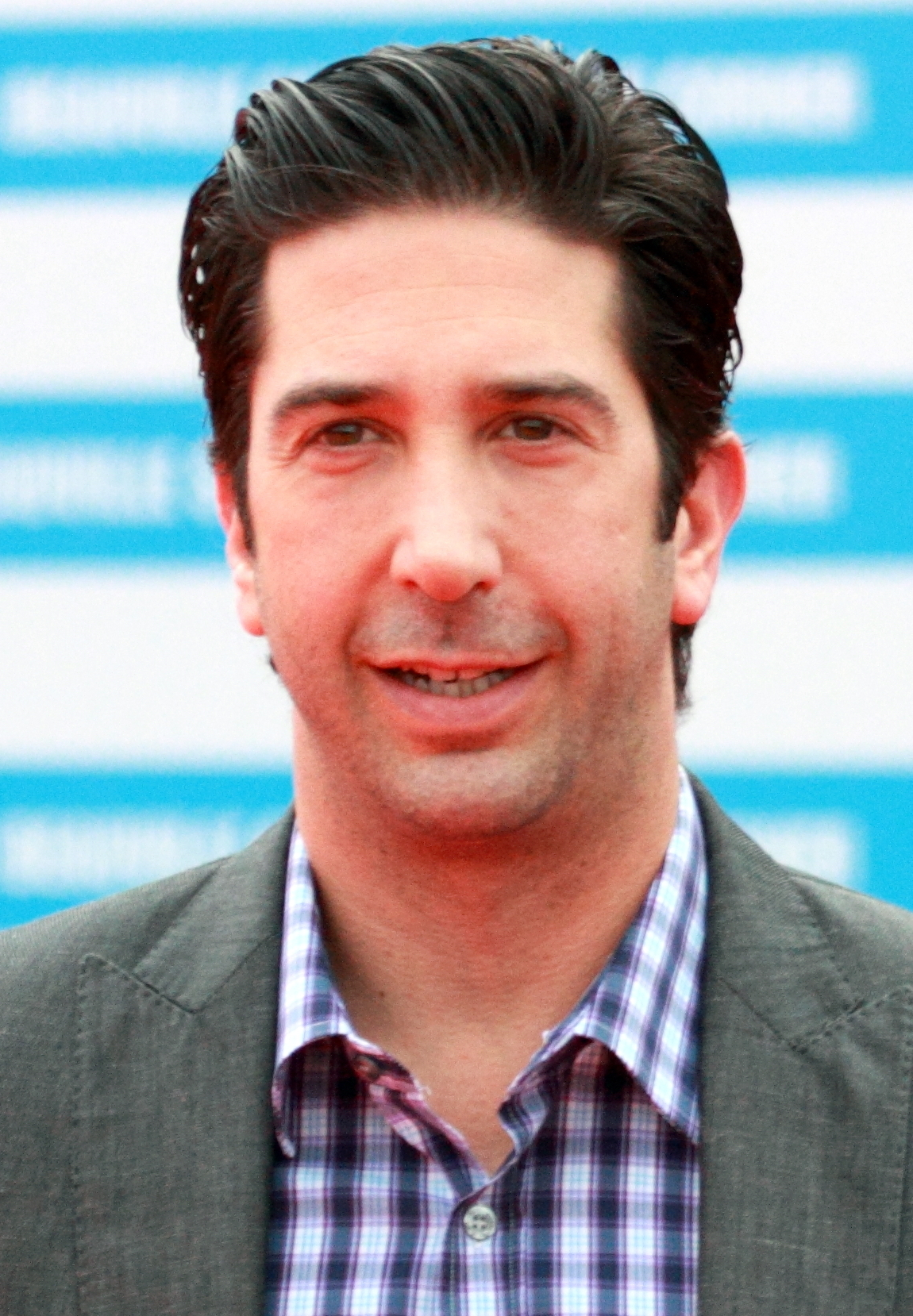
David Schwimmer

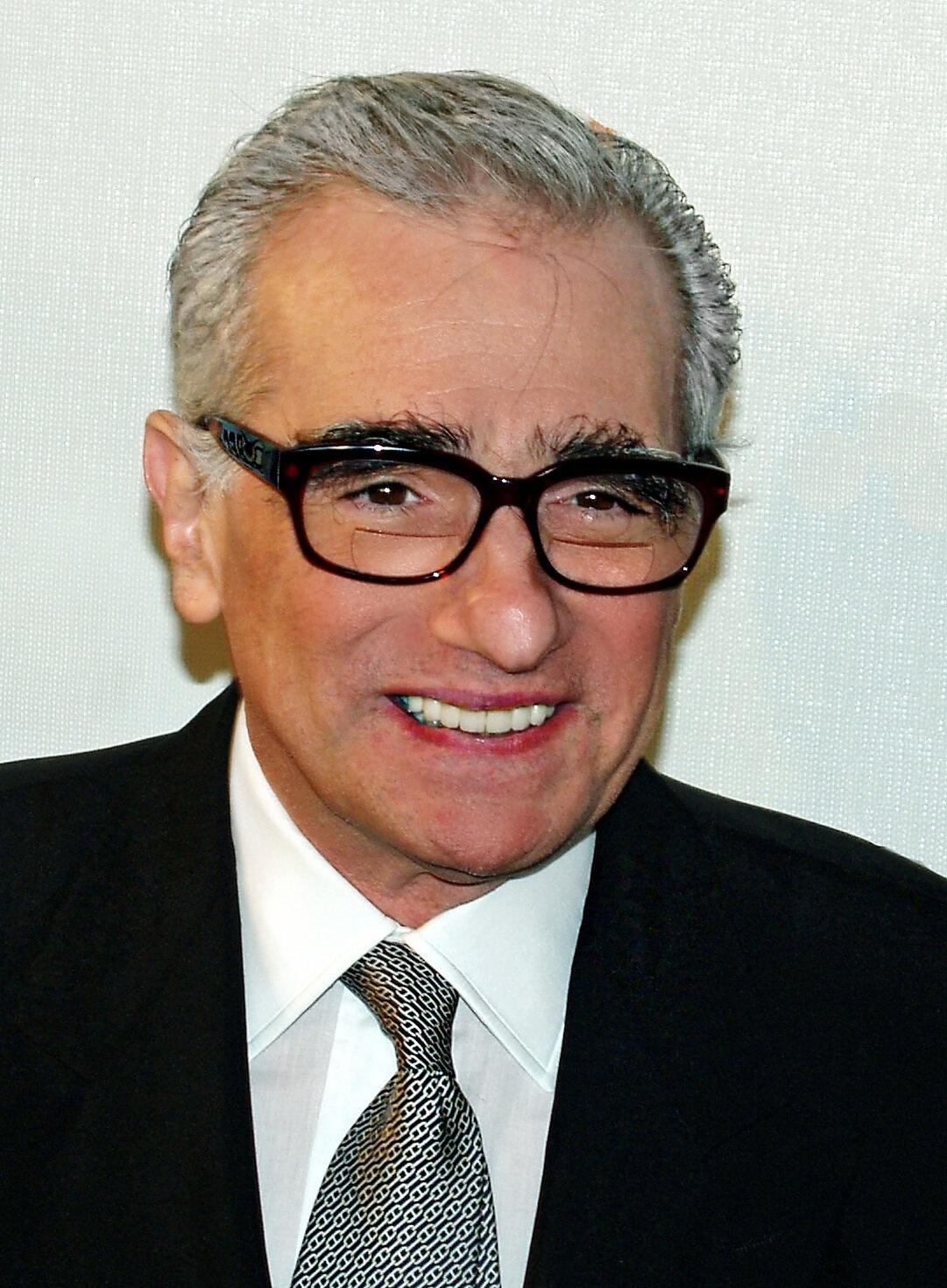
Martin Scorsese

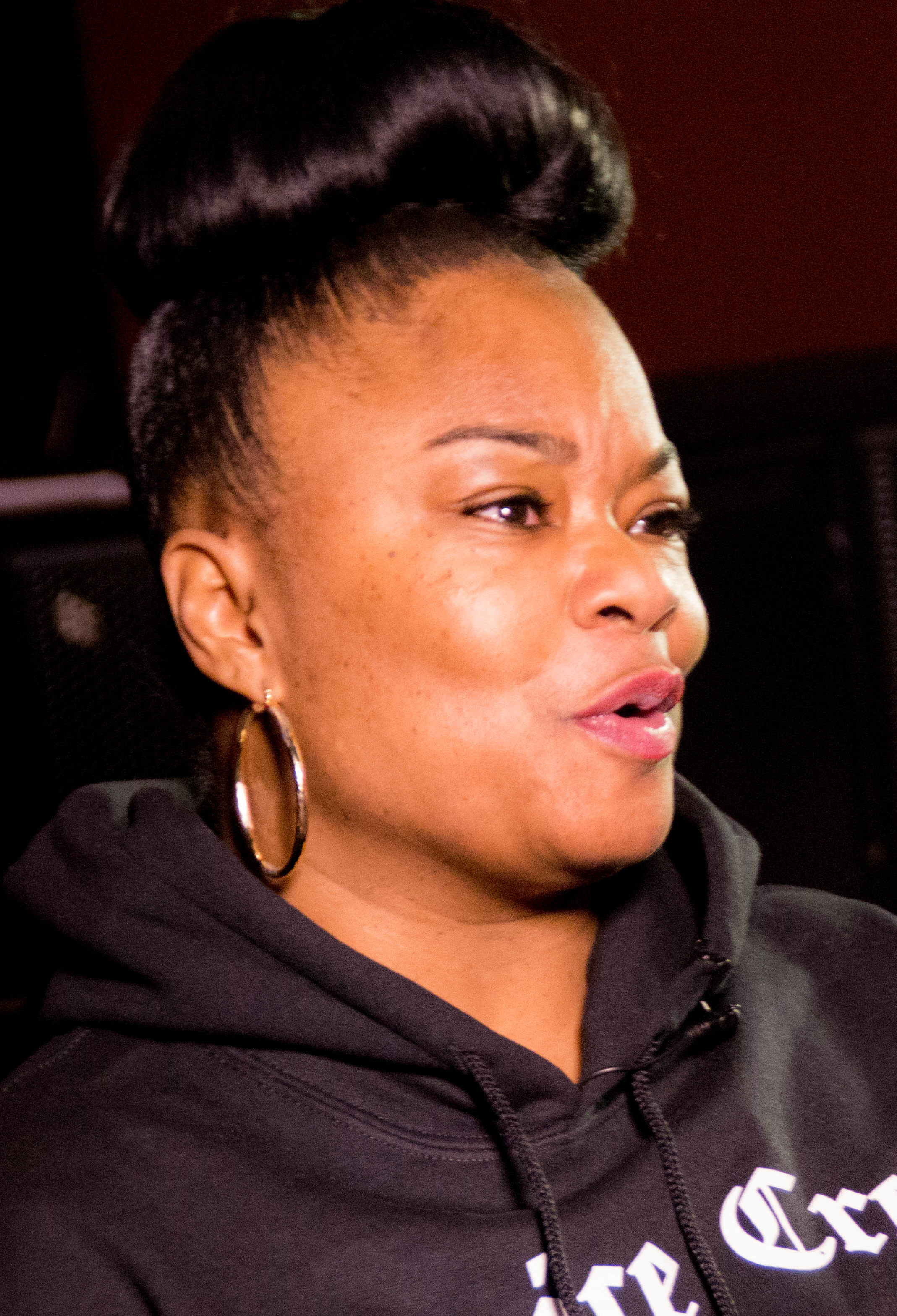
Roxanne Shanté

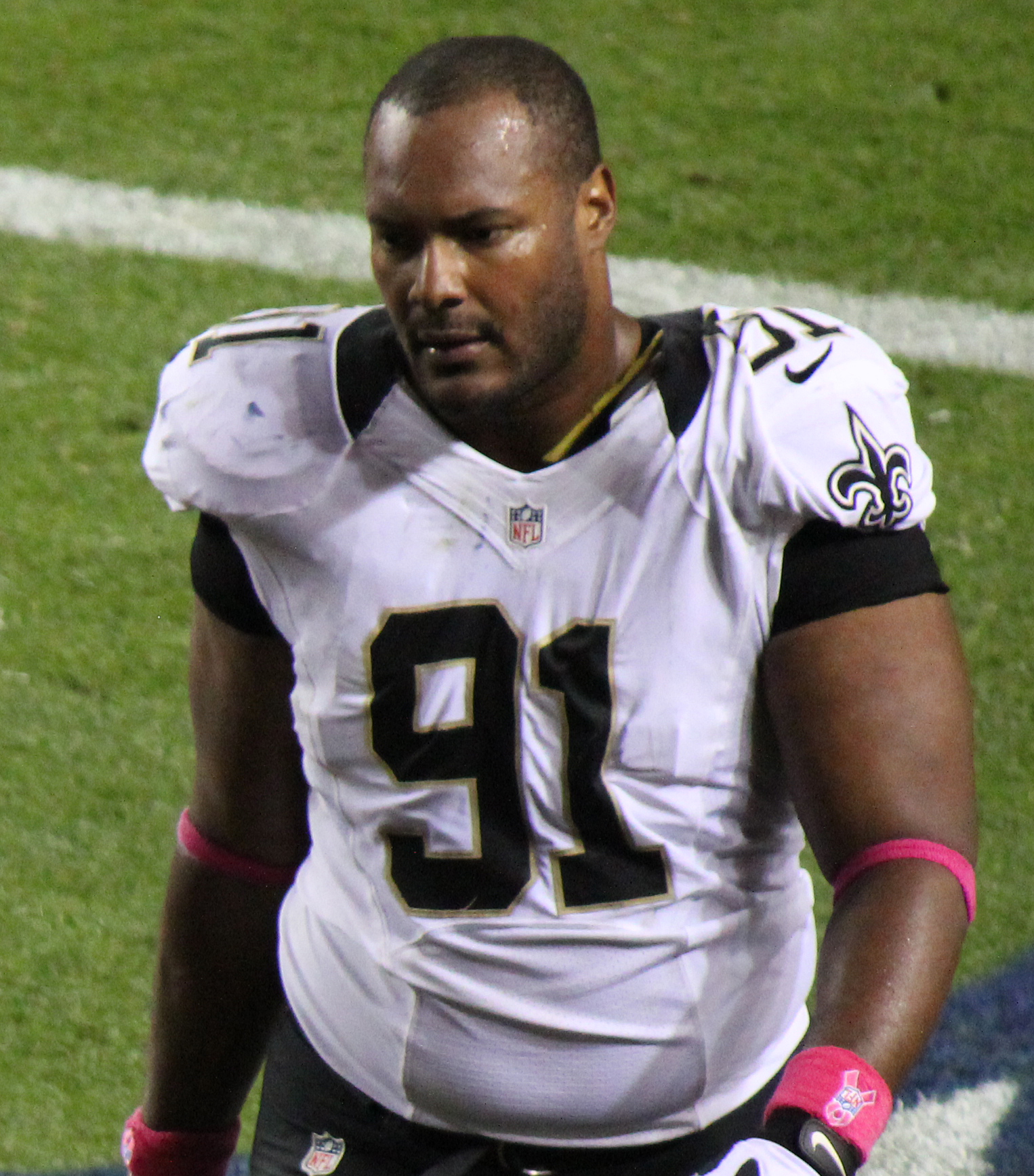
Will Smith

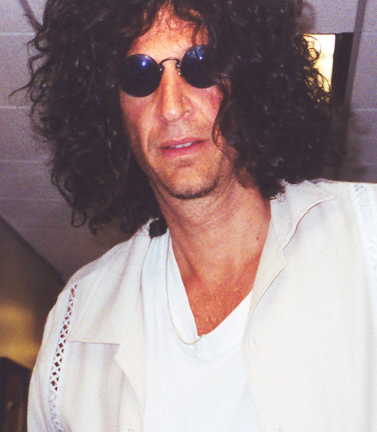
Howard Stern

- Schmuel Sackett (* 1961), israelischer Politiker und religiöser Zionist
- Melanie Safka (1947–2024), Sängerin und Songwriterin
- Joshua Sands (1757–1835), Offizier, Händler und Politiker
- Nick Santora (* 1970), Filmproduzent, Drehbuchautor und Romanautor
- Stanley Schachter (1922–1997), Sozialpsychologe
- Barry Scheck (* 1949), Strafverteidiger und Rechtsprofessor
- Ossie Schectman (1919–2013), Basketballspieler
- Irwin Scheiner (1931–2021), Historiker
- Robert B. Schnabel (* 1950), Informatiker und Hochschullehrer
- Jane Schoenbrun (* 1986 oder 1987), nichtbinäre Person, bekannt für die Produktion von Spielfilmen
- Jacqueline Schultz (* 1956), Schauspielerin
- David Schwimmer (* 1966), Schauspieler und Regisseur
- Martin Scorsese (* 1942), Regisseur
- Esther Scott (1953–2020), Schauspielerin
- Linda Scott (* 1945), Popsängerin
- Stephen Scott (* 1969), Jazzpianist
- Gregg L. Semenza (* 1956), Kinderarzt
- James A. Shannon (1904–1994), Mediziner, Wissenschaftsmanager und Direktor der National Institutes of Health
- Roxanne Shanté (* 1969), Rapperin und Psychologin
- Joan Shawlee (1926–1987), Schauspielerin
- Adrienne Shelly (1966–2006), Schauspielerin und Filmregisseurin
- Parry Shen (* 1973), Schauspieler, Synchronsprecher, Filmproduzent und Drehbuchautor
- Kevin Shields (* 1963), Sänger, Gitarrist und Musikproduzent
- Abner W. Sibal (1921–2000), Politiker
- Jamie-Lynn Sigler (* 1981), Schauspielerin
- Ruth Sivard (1915–2015), Wirtschaftswissenschaftlerin
- Bill Smith (1934–2024), Jazz- und Unterhaltungsmusiker
- Jocelyn B. Smith (* 1960), Jazzsängerin
- Kenny Smith (* 1965), Basketballspieler
- Melancton Smith (1744–1798), Offizier, Händler und Politiker
- Will Smith (1981–2016), Footballspieler
- Raymond Smullyan (1919–2017), Mathematiker und Logiker
- Dee Snider (* 1955), Musiker und Sänger
- Michael Soldier (* 1967), Pornodarsteller
- James Southerland (* 1990), Basketballspieler
- Marc Spitz (1969–2017), Schriftsteller, Dramatiker und Musikjournalist
- Michael Spivak (1940–2020), Mathematiker
- Daniel Stanese (* 1994), Fußballspieler
- Beau Starr (* 1944), Schauspieler
- Fredro Starr (* 1971), Rapper und Schauspieler
- Mike Starr (* 1950), Schauspieler
- Howard Stern (* 1954), Radiomoderator
- Robin Stone (* 1962), Popsängerin
- Styles P. (* 1974), Rapper
- Kevin Sweeney (* 1970), Geistlicher und römisch-katholischer Bischof
- Mazz Swift (* ≈1975), Musikerin

## T

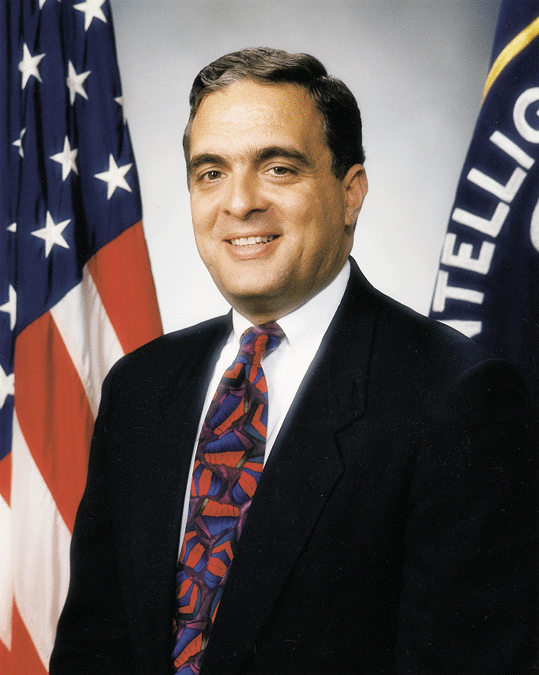
George Tenet

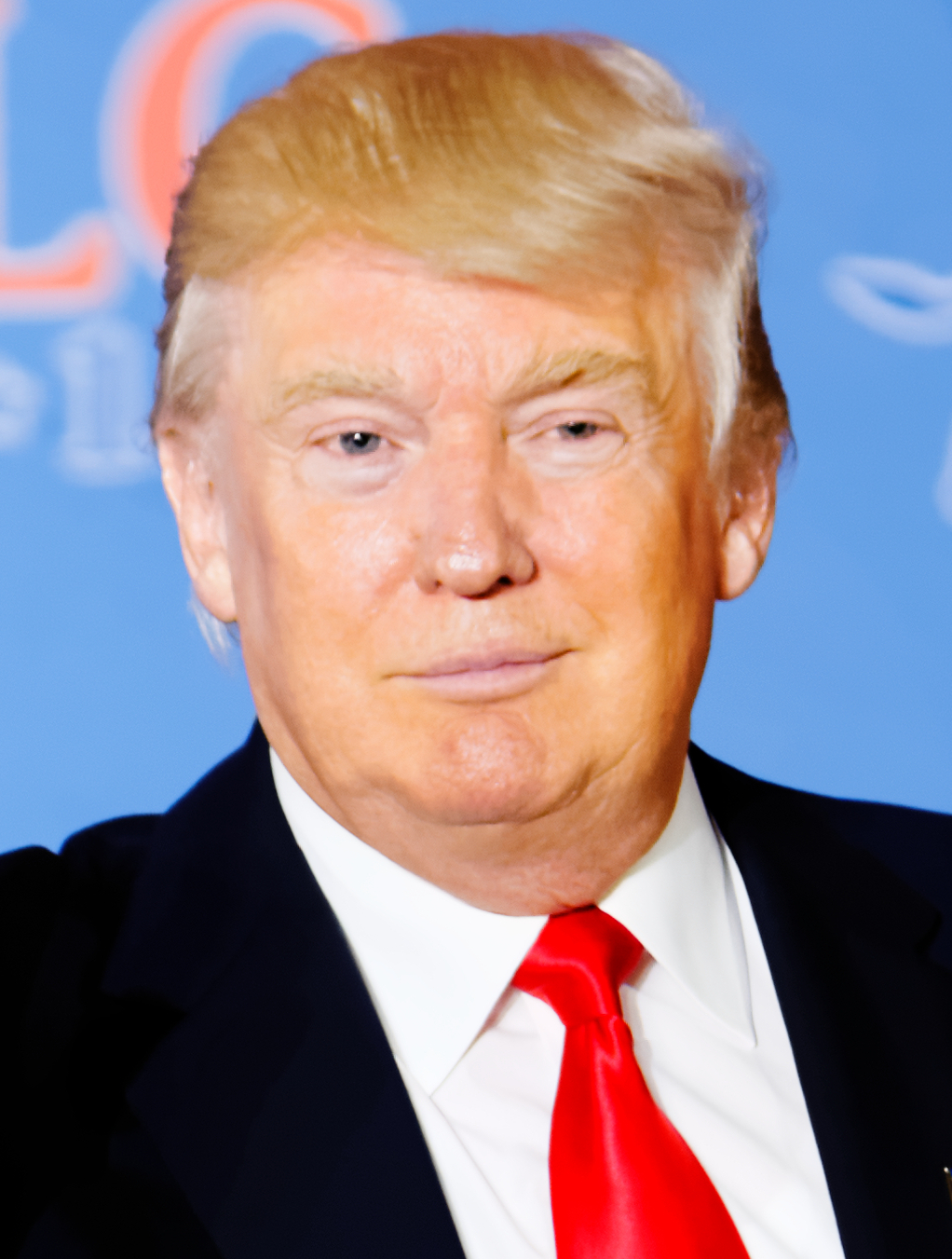
Donald Trump

- Ralph Taeger (1936–2015), Schauspieler
- Richard Taruskin (1945–2022), Musikwissenschaftler
- Julie Tatham (1908–1999), Schriftstellerin
- Shannon Tavárez (1999–2010), Kinderdarstellerin
- Lewis Thomas (1913–1993), Mediziner und Essayist
- Tony Thompson (1954–2003), Schlagzeuger
- George Tenet (* 1953), Regierungsbeamter und von 1997 bis 2004 Direktor der CIA
- Camille Thurman (* 1986), Jazzmusikerin
- Stacy Title (1964–2021), Filmregisseurin, Drehbuchautorin und Film- und Fernsehproduzentin
- Dennis Tito (* 1940), Unternehmer, Multimillionär und erster Weltraumtourist
- Tragedy Khadafi (* 1971), Rapper
- Donald Trump (* 1946), Unternehmer und 45. sowie 47. Präsident der Vereinigten Staaten
- John G. Trump (1907–1985), Elektrotechniker und Physiker
- George Tsontakis (* 1951), Komponist und Dirigent

## U

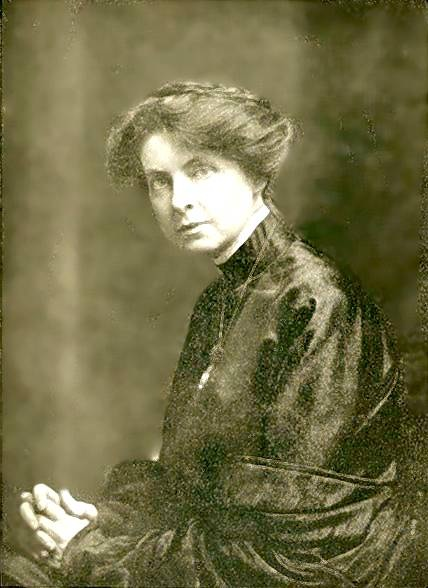
Florence K. Upton

- Ludmila Ulehla (1923–2009), Komponistin und Musikpädagogin
- Florence K. Upton (1873–1922), britische Zeichnerin und Illustratorin

## V

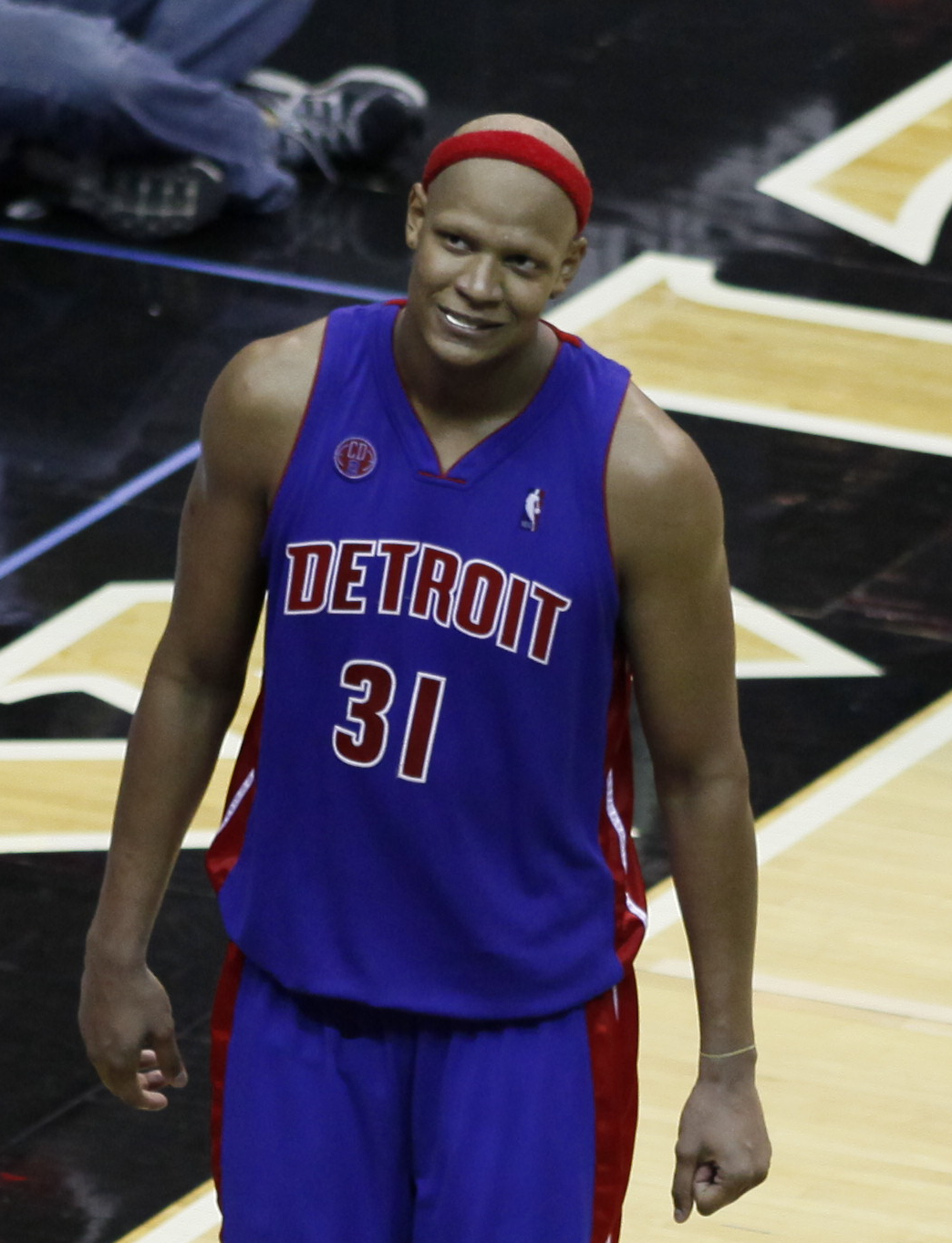
Charlie Villanueva

- James Van Praagh (* 1958), Fernsehproduzent und Esoteriker
- Tommy Vedes (* 1971 oder 1972), professioneller Pokerspieler
- John Ventimiglia (* 1963), Schauspieler
- Christina Vidal (* 1981), Schauspielerin und Sängerin
- Nina Vidal, Singer-Songwriter-Künstlerin und Pianistin
- Charlie Villanueva (* 1984), US-amerikanisch-dominikanischer Basketballspieler
- Cyndy Violette (* 1959), Pokerspielerin
- Salvatore Vitale (* 1947), Underboss der Verbrecherfamilie Bonanno
- Joan Vohs (1927–2001), Schauspielerin und Model

## W

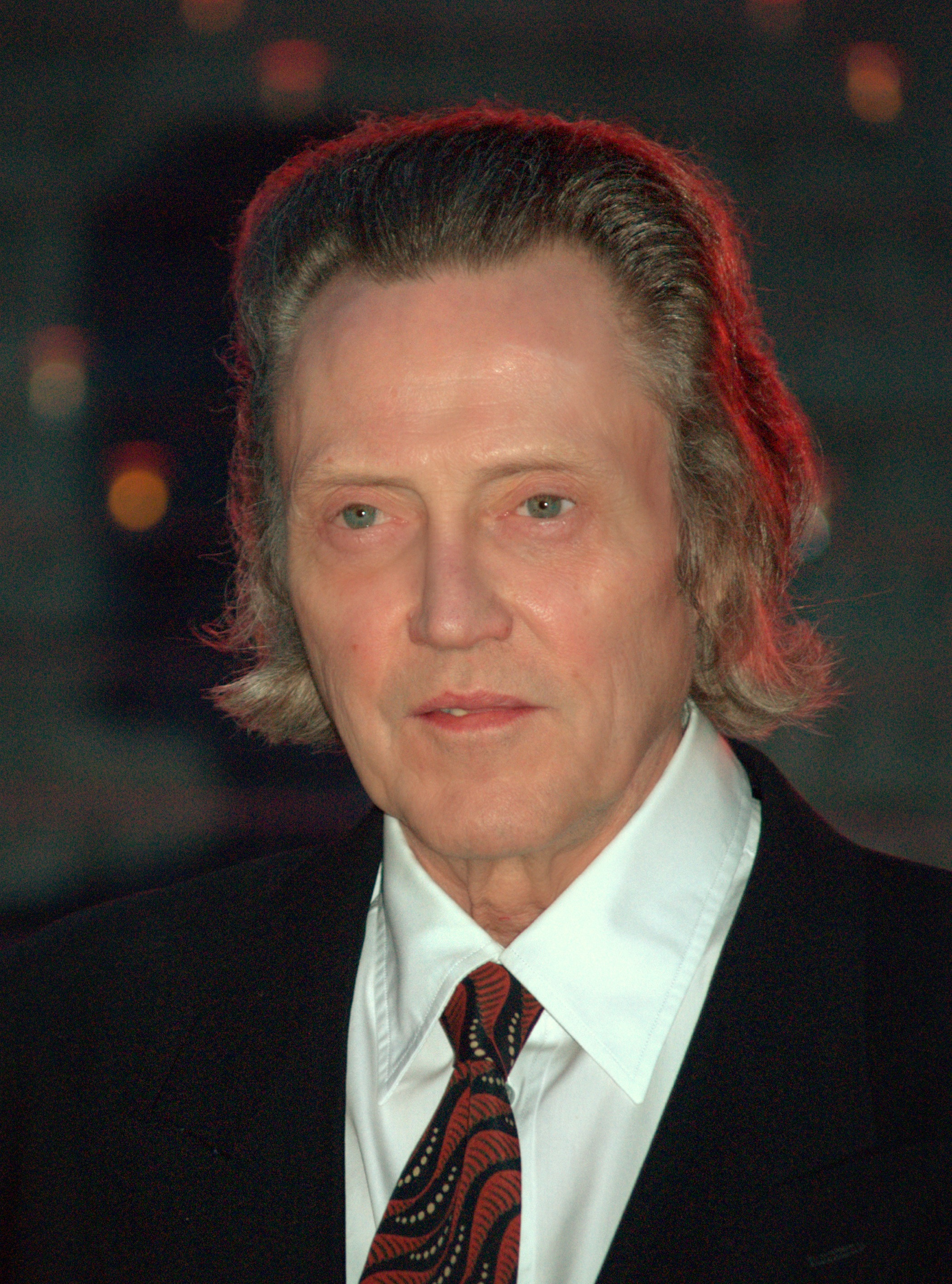
Christopher Walken

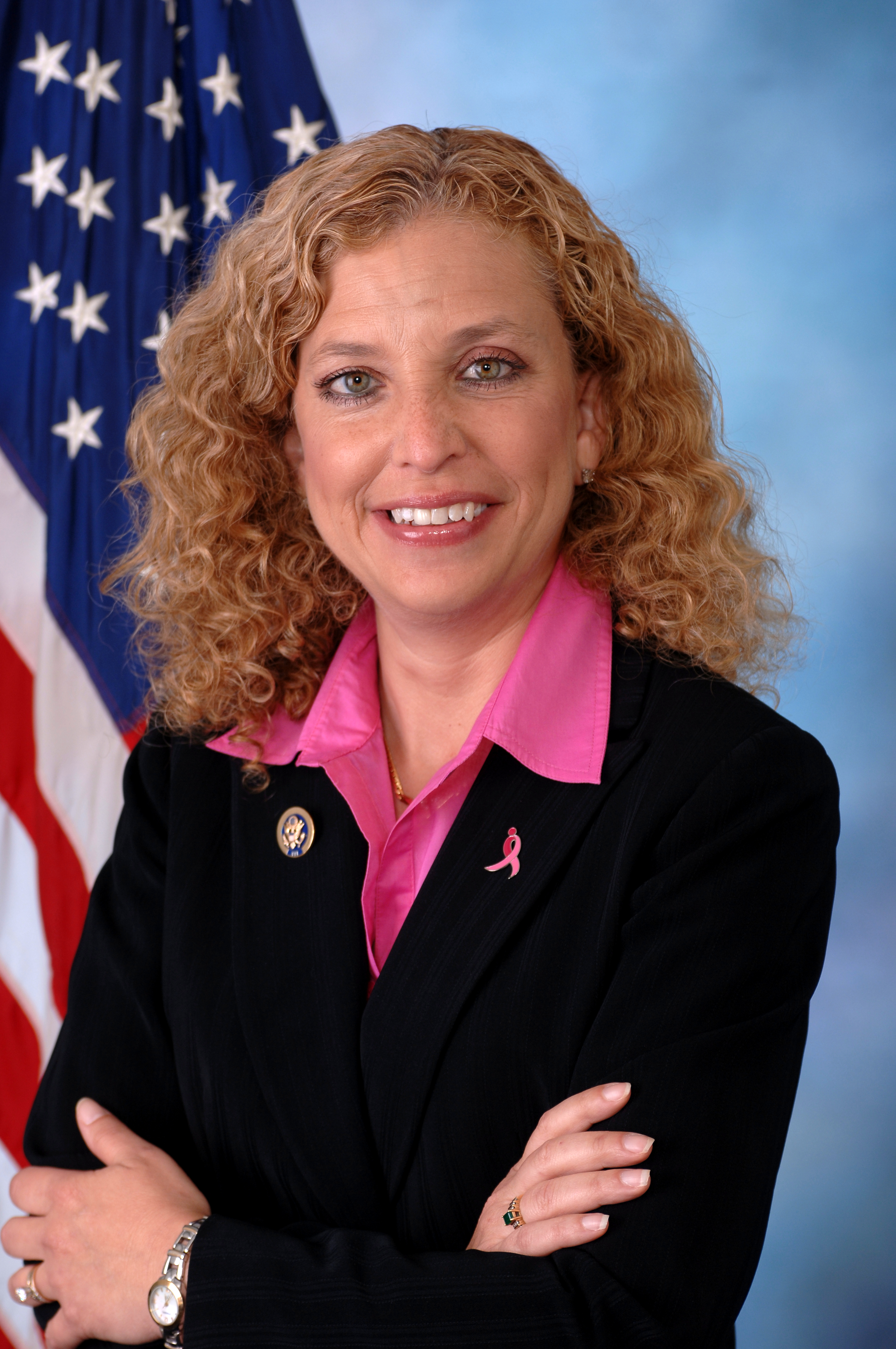
Debbie Wasserman Schultz

- Waddy Wachtel (* 1947), Musiker, Komponist und Produzent
- Christopher Walken (* 1943), Schauspieler
- Robert Walker junior (1940–2019), Schauspieler
- Debbie Wasserman Schultz (* 1966), Politikerin
- Jeff Wayne (* 1943), Komponist und Musiker
- Bob Weinstein (* 1954), Filmproduzent
- Harvey Weinstein (* 1952), Filmproduzent
- Mary Weiss (1948–2024), Sängerin
- Michael J. Weithorn (* 1956), Autor, Regisseur und Produzent
- Jim Wetherbee (* 1952), Astronaut
- Suzanne Weyn (* 1955), Schriftstellerin
- Ken Wiederhorn (* 1945), Film- und Fernsehregisseur
- John Williams (* 1932), Komponist
- Todd Williams (* 1977), Schauspieler
- George Willig (* 1949), Gebäudekletterer, Stuntman und Buchautor
- Gordon Willis (1931–2014), Kameramann
- Frank Wilczek (* 1951), Physiker und Nobelpreisträger
- John Wilson, (* 1986), Dokumentarfilmer
- Bernard Wright (19631–2022), Funk- und Jazz-Musiker und Keyboarder
- Chris Wyse (* 1969), Bassist und Sänger

## X
- Xiaomanyc (* 1990), YouTuber und Polyglott

## Y

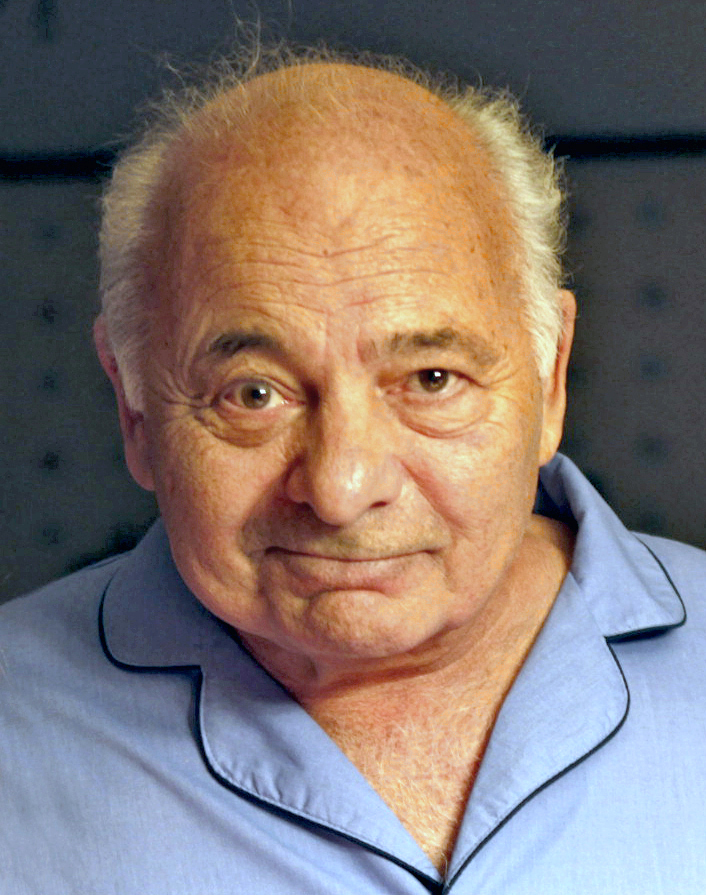
Burt Young

- Yaeji (* 1993), amerikanisch-koreanische DJ und Produzentin im Bereich der elektronischen Musik
- Jeff Yass (* 1958), Unternehmer
- Tony Yayo (* 1978), Rapper
- Anastasia Young (* 1988), Rennrodlerin
- Burt Young (1940–2023), Schauspieler
- Ramy Youssef (* 1991), Stand-up-Komiker, Schauspieler und Drehbuchautor

## Z

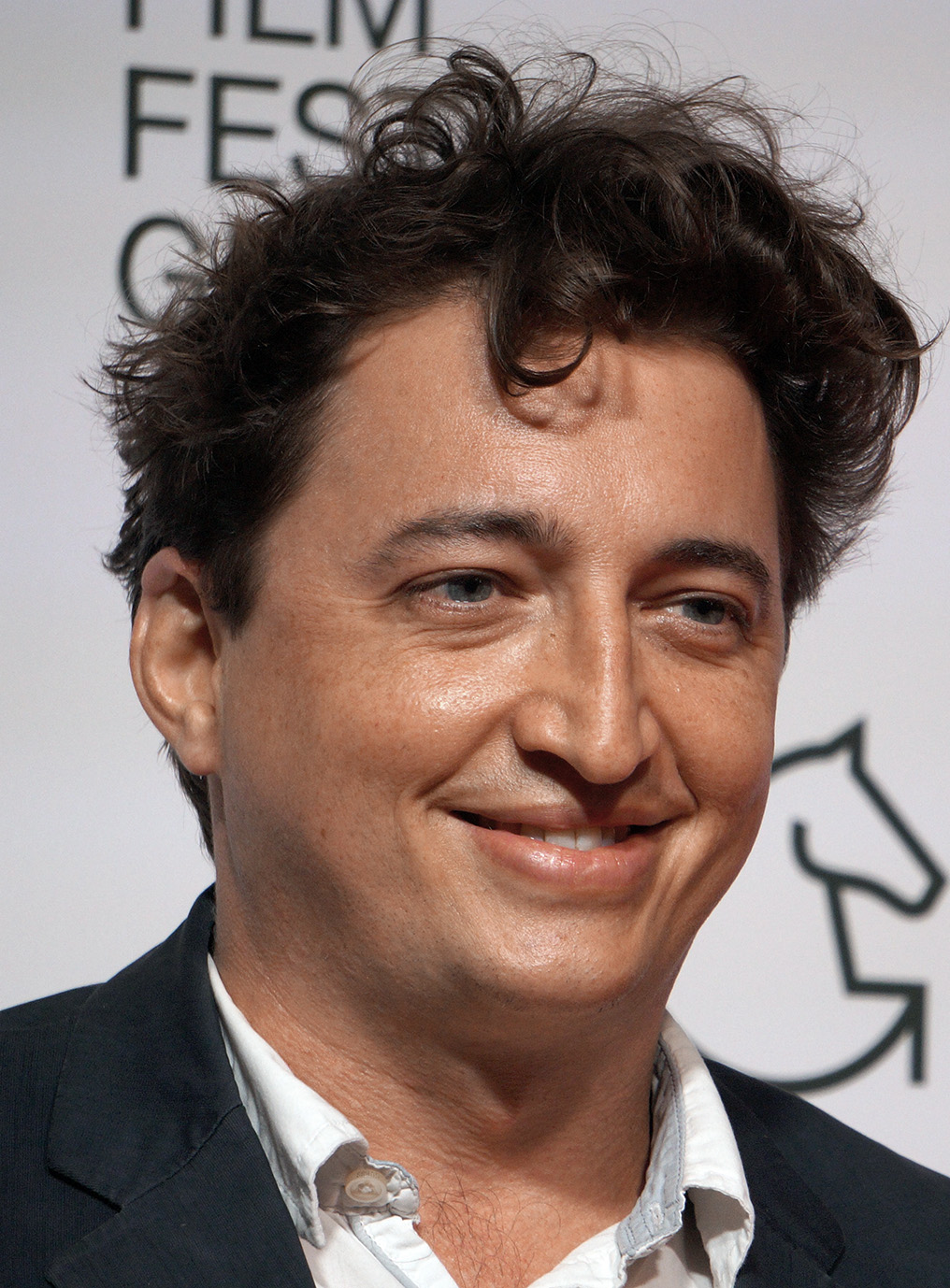
Benh Zeitlin

- Benh Zeitlin (* 1982), Filmemacher